# Liste der Biografien/Boe
Liste der Biografien |
Portal Biografien |
Personensuche
# |
A |
B |
C |
D |
E |
F |
G |
H |
I |
J |
K |
L |
M |
N |
O |
P |
Q |
R |
S |
T |
U |
V |
W |
X |
Y |
Z |
?
 
Ba |
Be |
Bd |
Bg |
Bh |
Bi |
Bj |
Bl |
Bm |
Bn |
Bo |
Br |
Bs |
Bu |
Bw |
By |
Bz
 
Boa–Boc |
Bod |
Boe |
Bof |
Bog |
Boh |
Boi–Bok |
Bol |
Bom |
Bon |
Boo |
Bop |
Boq |
Bor |
Bos |
Bot |
Bou |
Bov–Boz
Die Liste der Biografien führt alle Personen auf, die in der deutschsprachigen Wikipedia einen Artikel haben. Dieses ist eine Teilliste mit 708 Einträgen von Personen, deren Namen mit den Buchstaben „Boe“ beginnt.

## Boe
- Bøe Jacobsen, Ingrid (* 1992), norwegische Mountainbikerin
- Boe, Alfie (* 1973), britischer Tenor
- Boe, Alisha (* 1997), norwegisch-US-amerikanische SchauspielerinAlisha Boe (* 1997)

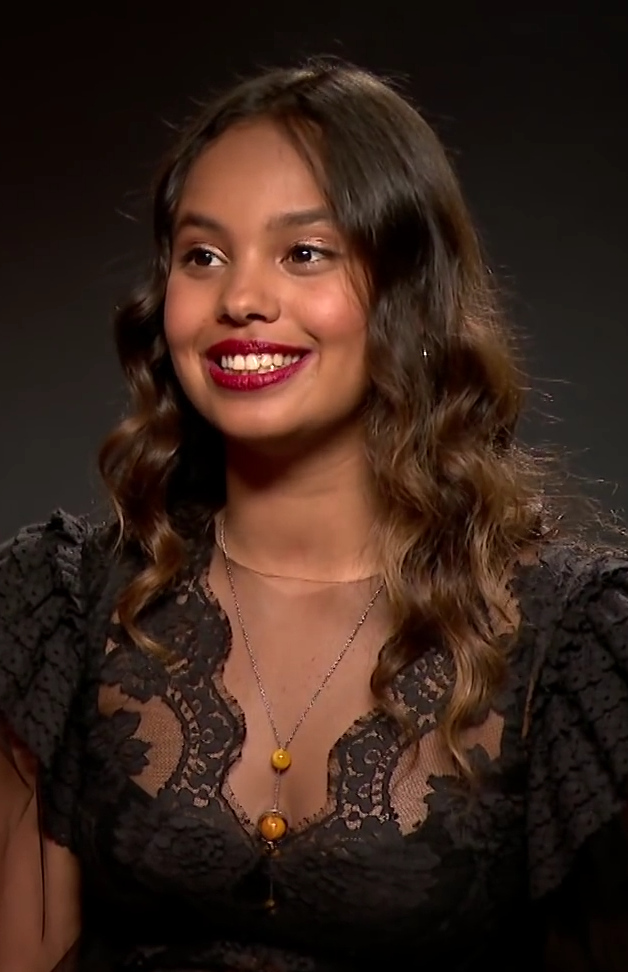
Alisha Boe (* 1997)

- Bøe, Anette (* 1957), norwegische Skilangläuferin
- Bøe, Borgen (1908–1941), norwegischer Widerstandskämpfer gegen den Nationalsozialismus
- Boe, Christoffer (* 1974), dänischer Filmregisseur
- Bøe, Eirik Glambek (* 1975), norwegischer Musiker, Schriftsteller und Sänger
- Boe, Eric (* 1964), US-amerikanischer Astronaut
- Bøe, Erlend Svardal (* 1992), norwegischer Politiker
- Boe, Gerhard (* 1935), deutscher Fußballschiedsrichter
- Bøe, Gunnar (1917–1989), norwegischer Politiker (Arbeiterpartei), Minister und Hochschullehrer
- Boe, Kristina (* 1988), deutsche Voltigiererin
- Bøe, Magnus (* 1998), norwegisch-südkoreanischer Skilangläufer
- Boe, Mathias (* 1980), dänischer Badmintonspieler
- Boe, Nils (1913–1992), US-amerikanischer Jurist und Politiker

### Boeb
- Boebert, Lauren (* 1986), US-amerikanische Politikerin der Republikanischen ParteiLauren Boebert (* 1986)

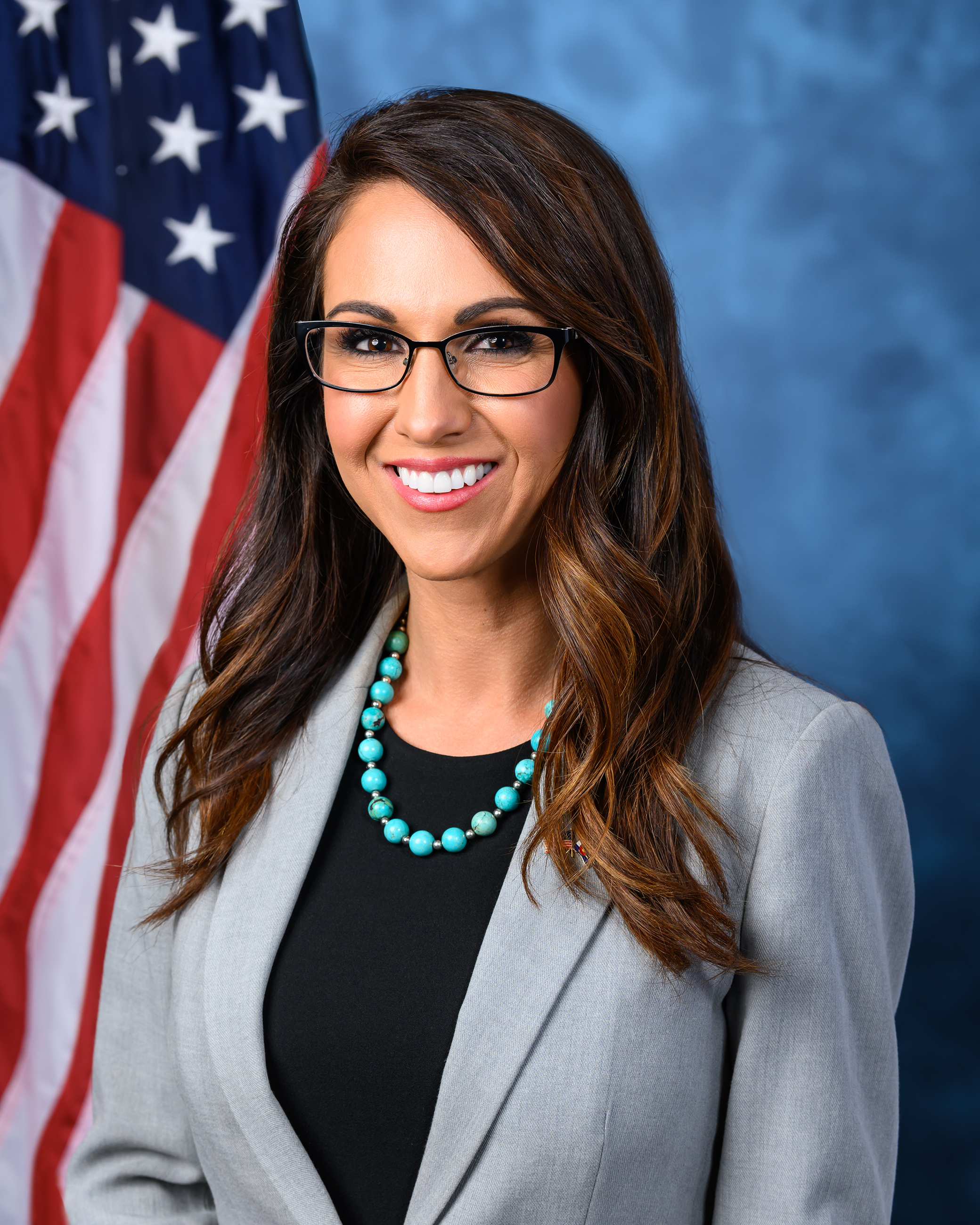
Lauren Boebert (* 1986)

- Boebinger, Gregory S. (* 1959), US-amerikanischer Physiker

### Boec
- Boece, Hector (1465–1536), schottischer Historiker
- Boecher, Katherine (* 1981), US-amerikanische Schauspielerin
- Boeck, Adalbert (* 1889), deutscher Lehrer, Nationalsozialist und Senator für Kultur der Freien Stadt Danzig (1933–1939)
- Boeck, Bodo, deutscher Moderator und Sportreporter
- Boeck, Cæsar Peter Møller (1845–1917), norwegischer Dermatologe
- Boeck, Erna (1911–2001), deutsche Sprinterin
- Boeck, Johann Friedrich (1811–1873), deutscher Landschafts- und Porträtmaler sowie Fotograf
- Boeck, Johann Michael (1743–1793), Schauspieler
- Boeck, Kurt (1855–1933), deutscher Theaterschauspieler, Bergsteiger und Reiseschriftsteller
- Boeck, Louis Odo, Opernsänger (Bassbariton) und Theaterregisseur
- Boeck, Urs (1933–2024), deutscher Architekt, Kunsthistoriker und Denkmalpfleger
- Boeck, Wilhelm (1908–1998), deutscher Kunsthistoriker
- Boeck, Wolfgang (1902–1986), deutscher Politiker (CDU), MdL
- Boeckel, Peter († 1599), niederländischer Maler und Kartograf
- Boecken, Winfried (* 1955), deutscher Rechtswissenschaftler und Richter
- Boeckenhoff, Friedrich (1894–1974), preußischer Verwaltungsjurist und Landrat
- Boecker, Arvid (* 1964), deutscher Maler
- Boecker, Bernhard (1768–1847), deutscher Drahtzieher
- Boecker, Hans Jochen (1928–2020), deutscher evangelischer Theologe
- Boecker, Jörg (* 1971), deutscher Fernsehmoderator und Journalist
- Boecker, Julius (1872–1951), deutscher Verwaltungsjurist und Honorarprofessor
- Boecker, Manuel (* 1973), deutscher Schauspieler und Maler
- Boecker, Vera-Lotte, deutsche Opernsängerin der Stimmlage SopranVera-Lotte Boecker

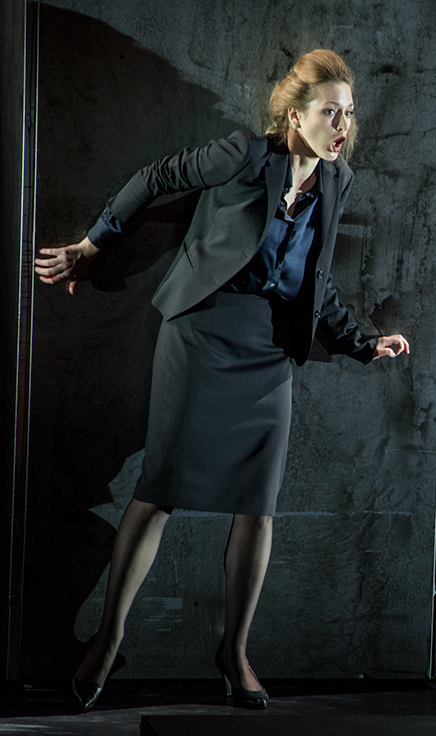
Vera-Lotte Boecker

- Boecker, Walther (* 1952), deutscher Kommunalpolitiker (SPD), Bürgermeister der Stadt Hürth
- Boeckers, Eduard (1863–1941), deutscher Richter und Politiker, MdL
- Boeckh von Tzschoppe, Gisela (1887–1981), deutsche Bildhauerin
- Boeckh, Adolf von (1860–1938), badischer Politiker
- Boeckh, Andreas (* 1944), deutscher Politikwissenschaftler
- Boeckh, August (1785–1867), deutscher Klassischer Philologe und AltertumsforscherAugust Boeckh (1785–1867)

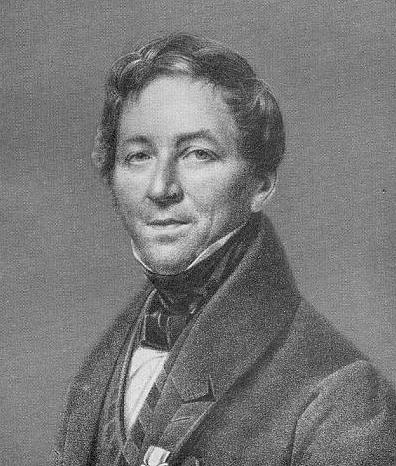
August Boeckh (1785–1867)

- Boeckh, August (1859–1942), deutscher Obergeneralarzt
- Boeckh, Christian Friedrich von (1777–1855), badischer Beamter und Politiker
- Boeckh, Christian Gottfried (1732–1792), deutscher Pädagoge und Theologe, Autor und Herausgeber
- Boeckh, Joachim Georg (1899–1968), deutscher Literaturwissenschaftler
- Boeckh, Jürgen (1934–2023), deutscher Zoologe und Neurobiologe
- Boeckh, Katrin (* 1967), deutsche Historikerin
- Boeckh, Max (1843–1913), deutscher Jurist und Politiker
- Boeckh, Richard (1824–1907), deutscher Statistiker
- Boeckh-Behrens, Hans (1898–1955), deutscher Generalleutnant im Zweiten Weltkrieg
- Boecking, Karl von (1817–1894), preußischer Generalmajor
- Boeckl, Herbert (1894–1966), österreichischer Maler
- Boeckle, Hardy (* 1959), deutscher Diplomat
- Boeckler, Albert (1892–1957), deutscher Kunsthistoriker
- Boeckler, Johann Heinrich (1611–1672), deutscher Polyhistor
- Boeckler, Nora (* 1980), deutsche Schauspielerin und KomikerinNora Boeckler (* 1980)

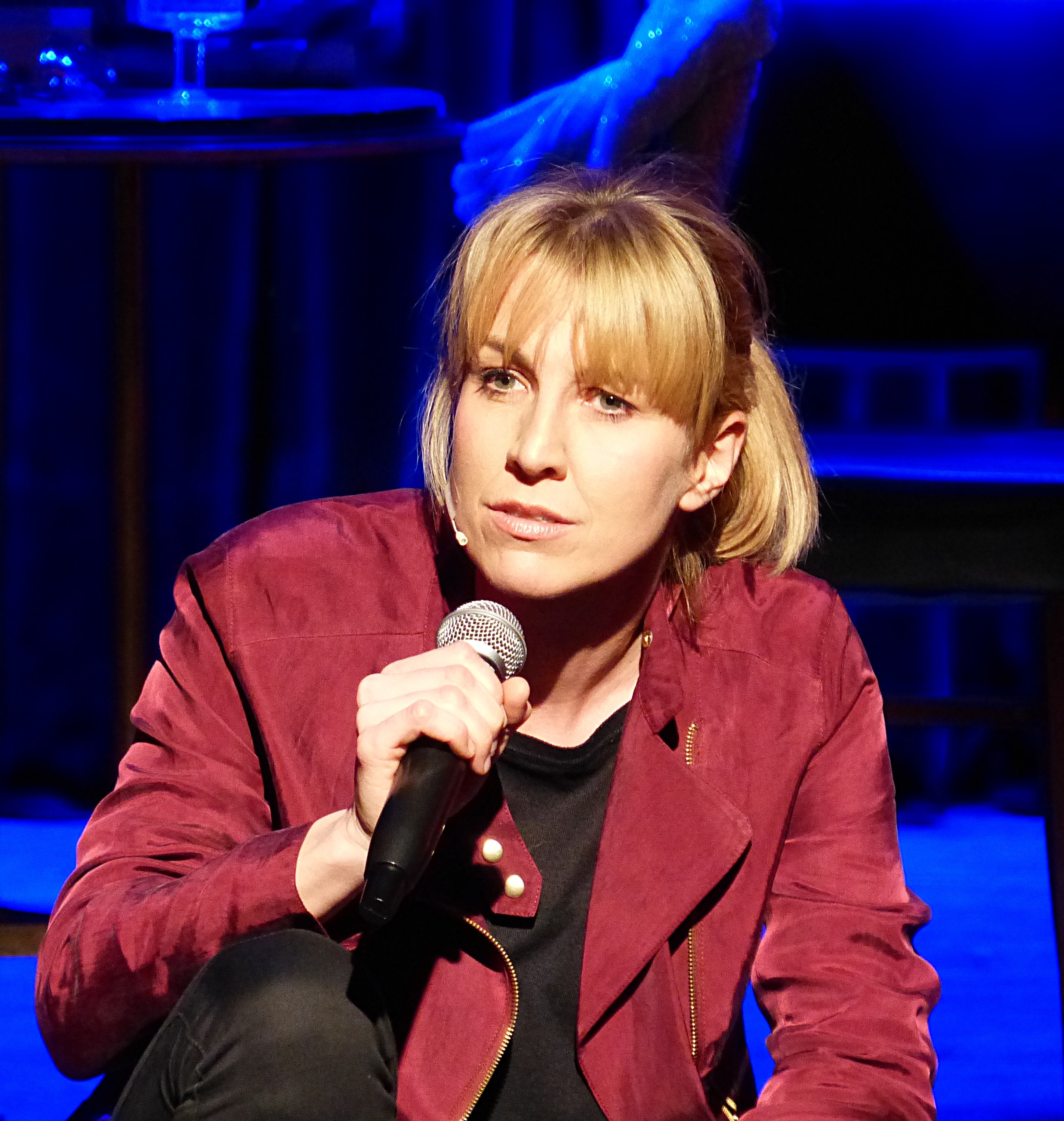
Nora Boeckler (* 1980)

- Boecklin von Boecklinsau, Adolf (1838–1921), preußischer Generalleutnant
- Boecklin, David Ulrich (1686–1748), deutscher Kupferstecher
- Boecklin, Johann Christoph (1657–1709), deutscher Kupferstecher
- Boeckman, Jonas (* 1716), schwedischer Mediziner und Hochschullehrer
- Boeckmann, Delores (1906–1989), US-amerikanische Leichtathletin
- Boeckmann, Eugen (1882–1947), deutscher Jurist
- Boeckmann, Kai (* 1964), deutscher Diplomat
- Boeckmann, Kurt von (1885–1950), deutscher Jurist, Rundfunkintendant
- Boeckmann, Walther von (1888–1970), preußischer Verwaltungsjurist und Landrat
- Boeckmann, Willi (1910–1943), deutscher Politiker (NSDAP), MdR
- Boeckmann, Woldemar von (1848–1923), russischer Militär und Politiker
- Boeckmans, Kris (* 1987), belgischer Radrennfahrer
- Boeckx, Maurice (1936–2011), belgischer Radsportler
- Boecop, Cornelia toe (* 1551), niederländische Malerin
- Boecop, Margaretha toe, niederländische Malerin

### Boed
- Boëda, Eric (* 1953), französischer Archäologe
- Boeddeker, Alfred (1903–1994), amerikanischer Franziskaner
- Boeddeker, Steve, US-amerikanischer Toningenieur
- Boeddinghaus, Sabine (* 1957), deutsche Politikerin (SPD), MdHB
- Boedecker, Diedrich (1879–1968), deutscher Landwirt und Politiker (FDP), MdL
- Boedecker, Friedrich (1883–1977), deutscher Industriechemiker
- Boedeker, Deborah (* 1944), US-amerikanische Klassische Philologin
- Boedeker, Elisabeth (1893–1980), deutsche Bibliothekarin und Chronistin der ersten Frauenbewegung
- Boedeker, Karl (1815–1895), deutscher Apotheker und Chemiker
- Boeden, Geertje (* 1985), deutsche Schauspielerin und Regieassistentin
- Boeden, Gerhard (1925–2010), deutscher Polizeibeamter und Präsident des Bundesamtes für Verfassungsschutz (1987–1991)
- Boeden, Ute, deutsche Schauspielerin und Hörspielsprecherin
- Boeder, Heribert (1928–2013), deutscher Philosoph
- Boeder, Lukas (* 1997), deutscher Fußballspieler
- Boeder, Stephan (1937–2018), deutscher Grafiker, Maler und Hochschullehrer für elektronische Medien und TV-Design
- Boeder, Ulrich (* 1968), deutscher Basketballspieler
- Boeder, Winfried (1937–2023), deutscher Kaukasiologe
- Boediardjo (1921–1997), indonesischer Politiker und Generalleutnant
- Boedicker, Friedrich (1803–1887), kurhessischer Oberst, Kriegs- und Außenminister, Kommandant des Hamburger Bürgermilitärs
- Boedicker, Friedrich (1866–1944), deutscher VizeadmiralFriedrich Boedicker (1866–1944)

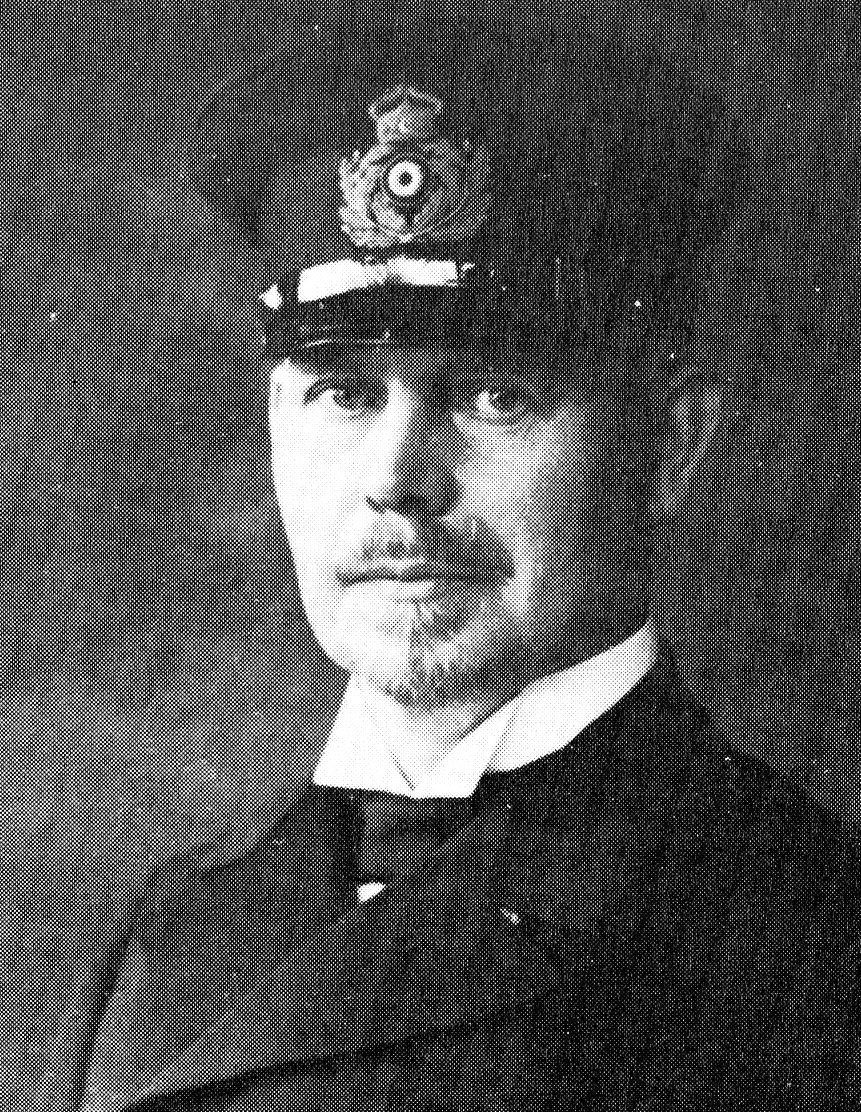
Friedrich Boedicker (1866–1944)

- Boedigkeim, Johann Ferdinand Joseph von († 1756), deutscher Geistlicher
- Boedijn, Gerard (1893–1972), niederländischer Komponist
- Boediono (* 1943), indonesischer Politiker
- Boedo, Mariano (1782–1819), argentinischer Jurist und Politiker
- Boedoe, Geefwee (* 1965), US-amerikanischer Animator und Buchillustrator
- Boedoro, Philip (* 1958), vanuatuischer Politiker

### Boee
- Boeer, Dominic (* 1978), deutscher Schauspieler

### Boeg
- Boege, Eckart (* 1978), deutscher Politiker (SPD)
- Boege, Ehrenfried (* 1933), deutscher Brigadegeneral des Heeres der Bundeswehr
- Boege, Ehrenfried Oskar (1889–1965), deutscher General der InfanterieEhrenfried Oskar Boege (1889–1965)

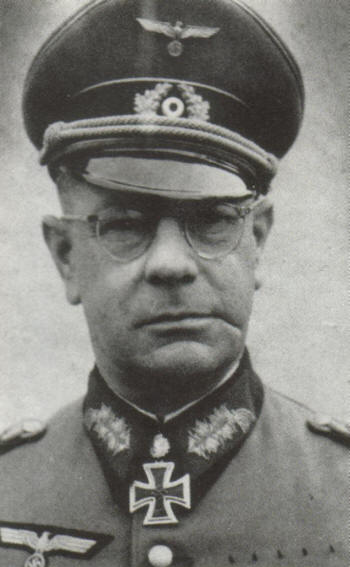
Ehrenfried Oskar Boege (1889–1965)

- Boege, Luise (* 1985), deutsche Schriftstellerin
- Boegehold, Hans (1876–1965), deutscher Mathematiker und Optiker
- Boegehold, Wilhelm (1815–1873), deutscher Theologe
- Boegelsack, Uwe (1939–2017), deutscher Politiker (SED)
- Boegl, Ludwig (1880–1952), deutscher Bauingenieur und kommunaler Baubeamter
- Boegman, Nicole (* 1967), australische Weitspringerin
- Boegner, Marc (1881–1970), französischer protestantischer Theologe
- Boegner, Philippe (1910–1991), französischer Journalist, Chefredakteur und Mitglied der Résistance
- Boegschoten, Alex (* 1956), niederländischer Wasserballspieler

### Boeh
- Boehe, Ernst (1880–1938), deutscher Dirigent und Komponist
- Boehe, Rolf (1913–1979), deutscher Flottillenadmiral der Bundesmarine
- Boeheim, Buddy (* 1999), amerikanischer College-Basketballspieler
- Boeheim, Ferdinand Carl (1794–1835), österreichischer Beamter und Heimatforscher
- Boeheim, Jim (* 1944), US-amerikanischer Basketballtrainer
- Boeheim, Wendelin (1832–1900), österreichischer Offizier und Waffenkundler
- Boehland, Johannes (1903–1964), deutscher Maler, Grafiker, Typograf und Buchkünstler
- Boehlau, Johannes (1861–1941), deutscher Klassischer Archäologe
- Boehle, Bernd (1906–1963), deutscher Schriftsteller
- Boehlé, Dirk (* 1992), niederländischer Beachvolleyballspieler
- Boehle, Fritz (1873–1916), deutscher Maler, Zeichner und Bildhauer
- Boehle, Hilmar (1953–2009), deutscher Künstler
- Boehlee, Karel (* 1960), niederländischer Jazzmusiker (Piano, Komposition)
- Boehlen, Marie (1911–1999), Schweizer Juristin und Politikerin
- Boehlendorff, Casimir Ulrich (1775–1825), Schriftsteller, Dichter und Historiker
- Boehler, Johann Christian August von (1776–1857), preußischer Generalmajor, Kommandant der Festung Spandau
- Boehler, Reinhard (* 1947), deutscher Geophysiker und Mineraloge
- Boehlert, Sherwood (1936–2021), US-amerikanischer Politiker
- Boehlich, Sabine (1950–2016), deutsche Politikerin (Grün-Alternative Liste), MdHB
- Boehlich, Walter (1921–2006), deutscher Literaturkritiker, Autor, Lektor und Übersetzer
- Boehlke, Andreas (* 1966), deutscher Lichtdesigner
- Boehly, Todd (* 1973), US-amerikanischer UnternehmerTodd Boehly (* 1973)

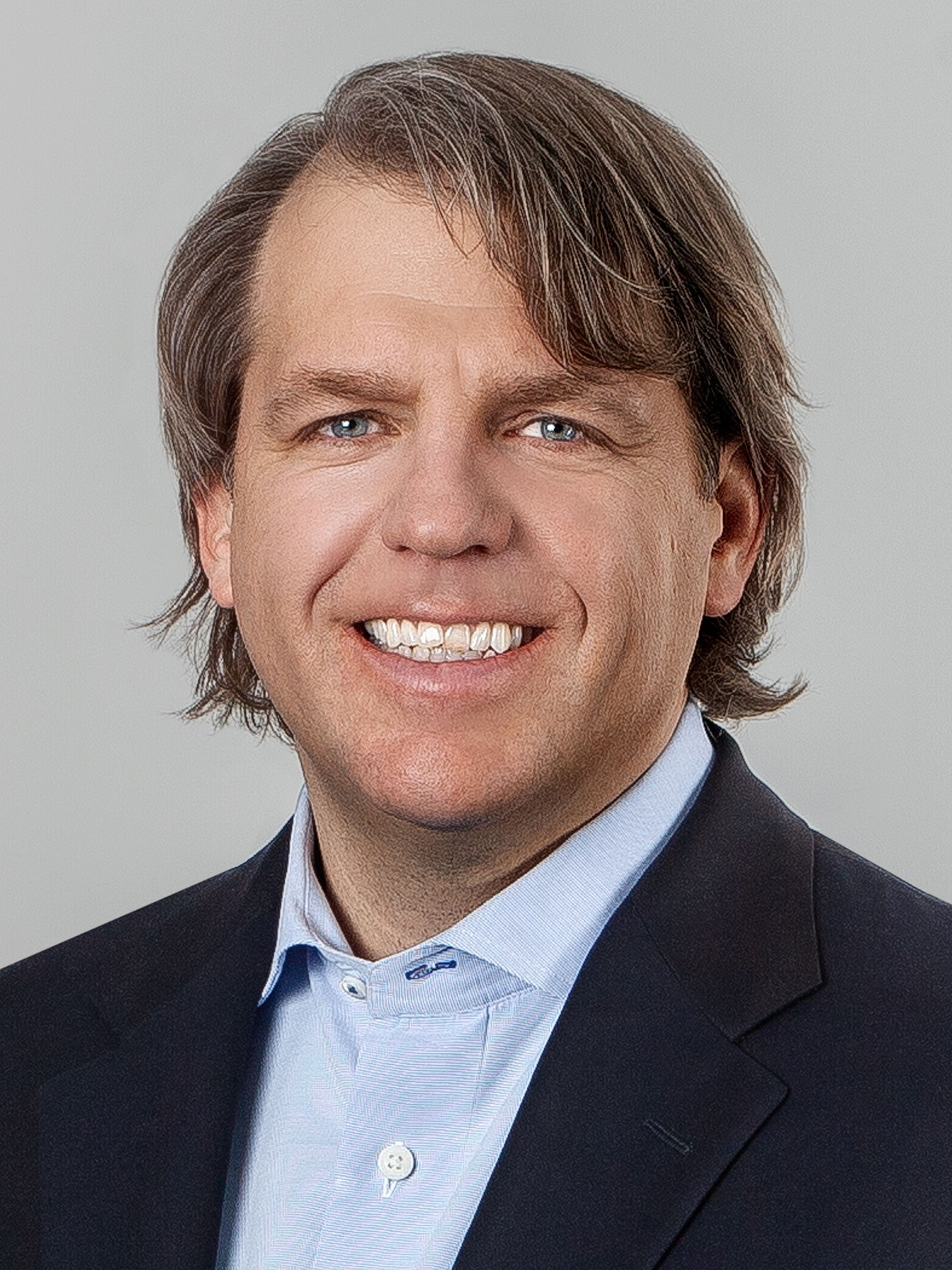
Todd Boehly (* 1973)

- Boehm, Adolf (1861–1927), österreichischer Maler und Grafiker
- Boehm, Adolph (1878–1911), deutscher Komponist
- Boehm, Albert (1877–1957), deutscher Bergbaubeamter
- Boehm, Armin (* 1972), deutscher Maler
- Boehm, Barry W. (1935–2022), US-amerikanischer Softwareingenieur
- Boehm, David (1893–1962), US-amerikanischer Drehbuchautor
- Boehm, Elisabet (1859–1943), deutsche Frauenrechtlerin, Begründerin der Landfrauenbewegung
- Boehm, Eric (1918–2017), deutschamerikanischer Verleger
- Boehm, Ernst (1877–1945), deutscher Pädagoge
- Boehm, Felix (1881–1958), deutscher Arzt, Psychoanalytiker und Funktionär
- Boehm, Felix (1924–2021), Schweizer Physiker
- Boehm, Franz (1880–1945), deutscher römisch-katholischer Priester, NS-Opfer
- Boehm, Franz (1938–1989), deutscher Schauspieler
- Boehm, Franziska (* 1980), deutsche Rechtswissenschaftlerin und Hochschullehrerin
- Boehm, Friedrich (1834–1906), deutscher Rittergutsbesitzer und Landrat
- Boehm, Gero von (* 1954), deutscher Regisseur, Journalist und AutorGero von Boehm (* 1954)

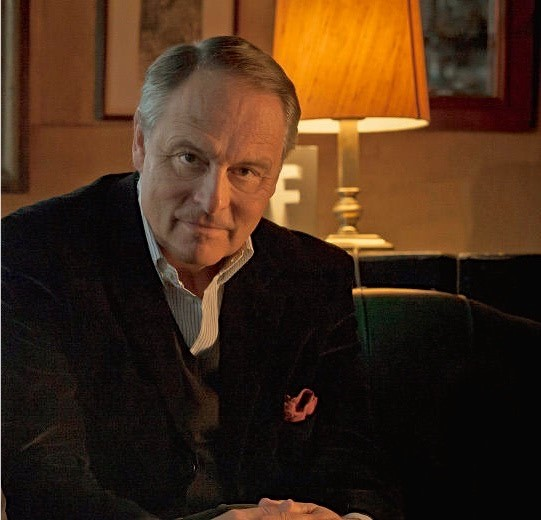
Gero von Boehm (* 1954)

- Boehm, Gottfried (* 1942), deutscher Kunsthistoriker, Philosoph und Hochschullehrer
- Boehm, Hanns-Peter (1928–2022), deutscher Chemiker
- Boehm, Hans-Joachim (1920–2019), deutscher Politiker (CDU), MdA
- Boehm, Herbert (1894–1954), deutscher Architekt, Stadtplaner und Baubeamter
- Boehm, Hermann (1884–1972), deutscher Generaladmiral im Zweiten Weltkrieg
- Boehm, Hermann (1884–1962), deutscher Arzt, Professor für „Rassenhygiene“
- Boehm, Herta (1911–2002), deutsche Bühnenbildnerin
- Boehm, Jelisaweta Merkurjewna (1843–1914), russische Malerin
- Boehm, Josef Maria (1908–1973), österreichisch-deutscher Ingenieur und NASA-Raketenexperte
- Boehm, Joseph (1834–1890), österreichisch-britischer Medailleur und Bildhauer
- Boehm, Julie (* 1987), deutsche Konzept-Künstlerin und Regisseurin
- Boehm, Karl (1873–1958), deutscher Mathematiker
- Boehm, Laetitia (1930–2018), deutsche Historikerin
- Boehm, Ludwig (1811–1869), deutscher Mediziner, Chirurg und Ophthalmologe
- Boehm, Manfred (* 1930), deutscher Schauspieler
- Boehm, Matthew (* 1988), US-amerikanischer Schauspieler und Filmproduzent
- Boehm, Max Hildebert (1891–1968), deutscher Volkstumspolitiker und Soziologe
- Boehm, Maximilian (1859–1944), deutschbaltischer Pädagoge
- Boehm, Omri (* 1979), deutsch-israelischer PhilosophOmri Boehm (* 1979)

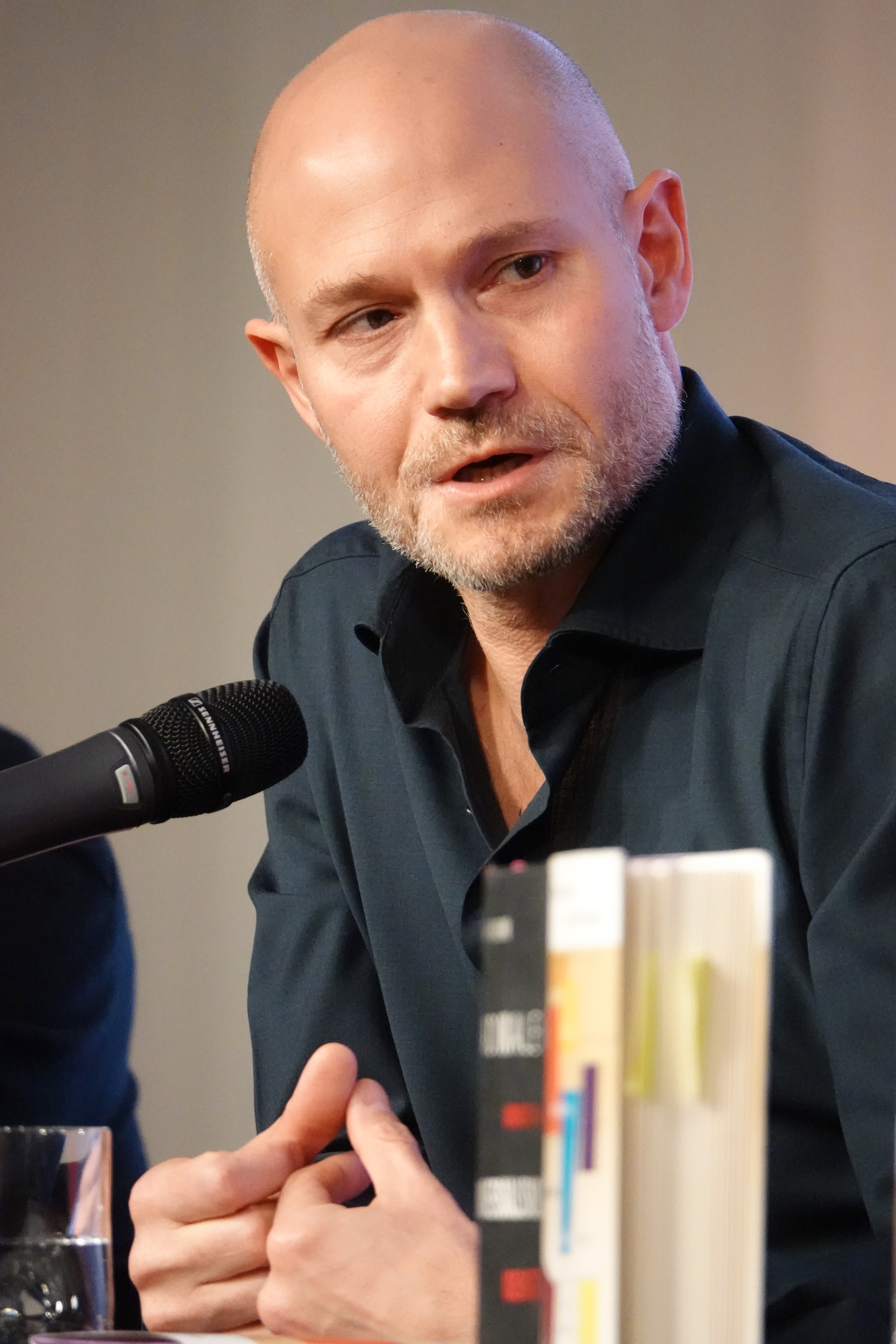
Omri Boehm (* 1979)

- Boehm, Paul (* 1974), kanadischer Skeletonpilot
- Boehm, Peter Michael (* 1954), kanadischer Diplomat und Politiker
- Boehm, Philip (* 1958), US-amerikanischer Übersetzer
- Boehm, Rudolf (1844–1926), deutscher Mediziner und Pharmakologe
- Boehm, Rudolf (1927–2019), deutscher Philosoph und Hochschullehrer
- Boehm, Sam (* 1988), australischer Volleyball- und Beachvolleyballspieler
- Boehm, Sydney (1908–1990), US-amerikanischer Drehbuchautor und Filmproduzent
- Boehm, Theodor (1892–1969), deutscher pharmazeutischer Chemiker und Apotheker
- Boehm, Thomas (* 1956), deutscher Immunologe
- Boehm, Werner W. (1913–2011), US-amerikanischer Sozialarbeitswissenschaftler deutscher Herkunft
- Boehm, Willy (1877–1938), deutscher Mediziner und Politiker (DVP), MdL
- Boehm, Wolfgang (1908–1974), deutscher Politiker (SPD), MdA
- Boehm, Wolfgang (1928–2018), deutscher Mathematiker
- Boehm-Bezing, Carl von (1940–2023), deutscher Bankmanager
- Boehm-Bezing, Diether von (1880–1974), deutscher General der Kavallerie im Zweiten Weltkrieg
- Boehm-Tettelbach, Alfred (1878–1962), deutscher General der Infanterie im Zweiten Weltkrieg
- Boehm-Tettelbach, Arthur (1875–1952), deutscher Offizier, Rechtsextremist und Honorarprofessor
- Boehm-Tettelbach, Monika (* 1941), deutsche Indologin
- Boehme, Aaron (* 1989), US-amerikanischer American-Football-Spieler
- Boehme, Barbara (1918–2003), deutsche Wohltäterin
- Boehme, Brigitte (* 1940), deutsche Juristin, Präsidentin des Kirchenausschusses der Bremischen Evangelischen Kirche
- Boehme, Julia (* 1966), deutsche Kinderbuchautorin
- Boehme, Karl Theodor (1866–1939), deutscher Marine- und Landschaftsmaler
- Boehme, Katja (* 1961), deutsche Lehrerin und Professorin für katholische Theologie/Religionspädagogik
- Boehme, Michael (1542–1616), deutscher Pädagoge
- Boehme-Neßler, Volker (* 1962), deutscher Rechtswissenschaftler
- Boehmer, Bruno von (1866–1943), deutscher Ingenieur und Baubeamter
- Boehmer, Charles Auguste († 1794), französischer Hofjuwelier
- Boehmer, Ekkehart, US-amerikanisch-deutscher Wirtschaftswissenschaftler und Hochschullehrer
- Boehmer, Elleke (* 1961), südafrikanisch-britische Schriftstellerin, eine der Gründerinnen der Postcolonial Studies
- Boehmer, Felix (1851–1920), deutscher Jurist und Mitglied des Preußischen Abgeordnetenhauses
- Boehmer, Geneviève (* 1988), US-amerikanische Schauspielerin
- Boehmer, Götz von (1929–2019), deutscher Jurist und Botschafter
- Boehmer, Gustav (1881–1969), deutscher Jurist und Hochschullehrer
- Boehmer, Hans-Rudolf (* 1938), deutscher Vizeadmiral
- Boehmer, Harald von (1942–2018), deutscher Immunologe und Pathologe sowie Lymphozytenforscher
- Boehmer, Hartmut H. (1941–2013), deutscher Kommunalpolitiker (parteilos)
- Boehmer, Hasso von (1904–1945), deutscher Militär, Oberstleutnant im Generalstab und NS-OpferHasso von Boehmer (1904–1945)

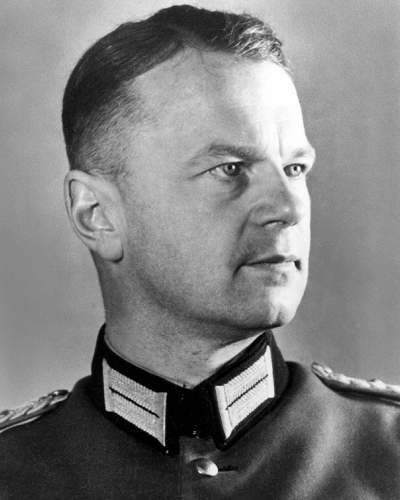
Hasso von Boehmer (1904–1945)

- Boehmer, Henning von (1903–1987), deutscher Unternehmer, Vorstandsmitglied, Forstgutsbesitzer, Rechtsanwalt und Beamter
- Boehmer, Henning von (* 1943), deutscher Wirtschaftsjurist, Autor und Journalist in Düsseldorf
- Boehmer, Hugo Erich von (1857–1939), deutscher Maschinenbauingenieur, Reichsbeamter, Zeitschriften-Herausgeber und Patentanwalt
- Boehmer, J. Paul (* 1965), US-amerikanischer Filmschauspieler
- Boehmer, Konrad (1941–2014), deutsch-niederländischer Komponist
- Boehmer, Rainer Michael (1930–2022), deutscher Vorderasiatischer Archäologe
- Boehmer, Thilo von (1911–1997), deutscher Unternehmer, Rechtsanwalt und Leitender Regierungsdirektor
- Boehn, Constantin von (1856–1931), deutscher Rittergutsbesitzer und königlich-preußischer Kammerherr
- Boehn, Franz von (1806–1890), preußischer Generalleutnant und Kommandant von Stettin
- Boehn, Hans von (1853–1931), preußischer General der Kavallerie
- Boehn, Julius von (1820–1893), preußischer Generalleutnant
- Boehn, Max von (1850–1921), preußischer Generaloberst im Ersten WeltkriegMax von Boehn (1850–1921)

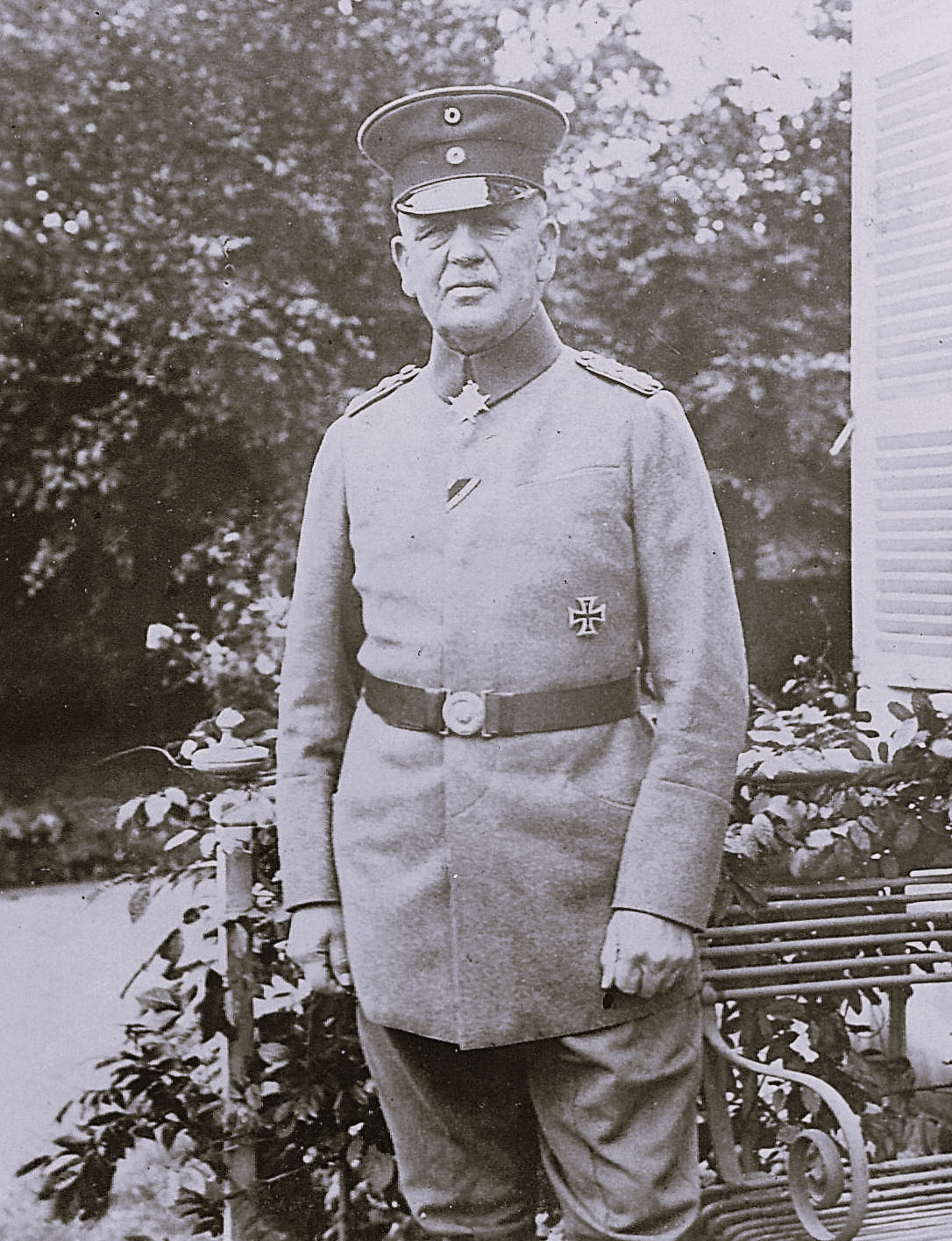
Max von Boehn (1850–1921)

- Boehn, Max von (1860–1932), deutscher Schriftsteller
- Boehn, Michael Ernst von (1720–1773), deutscher Landrat des Kreises Schlawe
- Boehn, Oktavio von (1824–1899), preußischer General der Infanterie
- Boehn, Otto von (1874–1957), deutscher Gärtner und Heimatforscher
- Boehn, Siegfried von (1865–1945), deutscher Gutsbesitzer und Politiker, MdR
- Boehn, Siegfried von (1901–1988), pommerscher Heimatforscher und Genealoge
- Boehncke, Carl Hellmut (* 1922), deutscher Diplomat
- Boehncke, Heiner (* 1944), deutscher Autor und Literaturwissenschaftler
- Boehne, John W. (1856–1946), US-amerikanischer Politiker
- Boehne, John W. junior (1895–1973), US-amerikanischer Politiker
- Boehnèl, Robert (* 1988), deutscher Filmregisseur, Drehbuchautor und Produzent
- Boehner, John (* 1949), US-amerikanischer PolitikerJohn Boehner (* 1949)

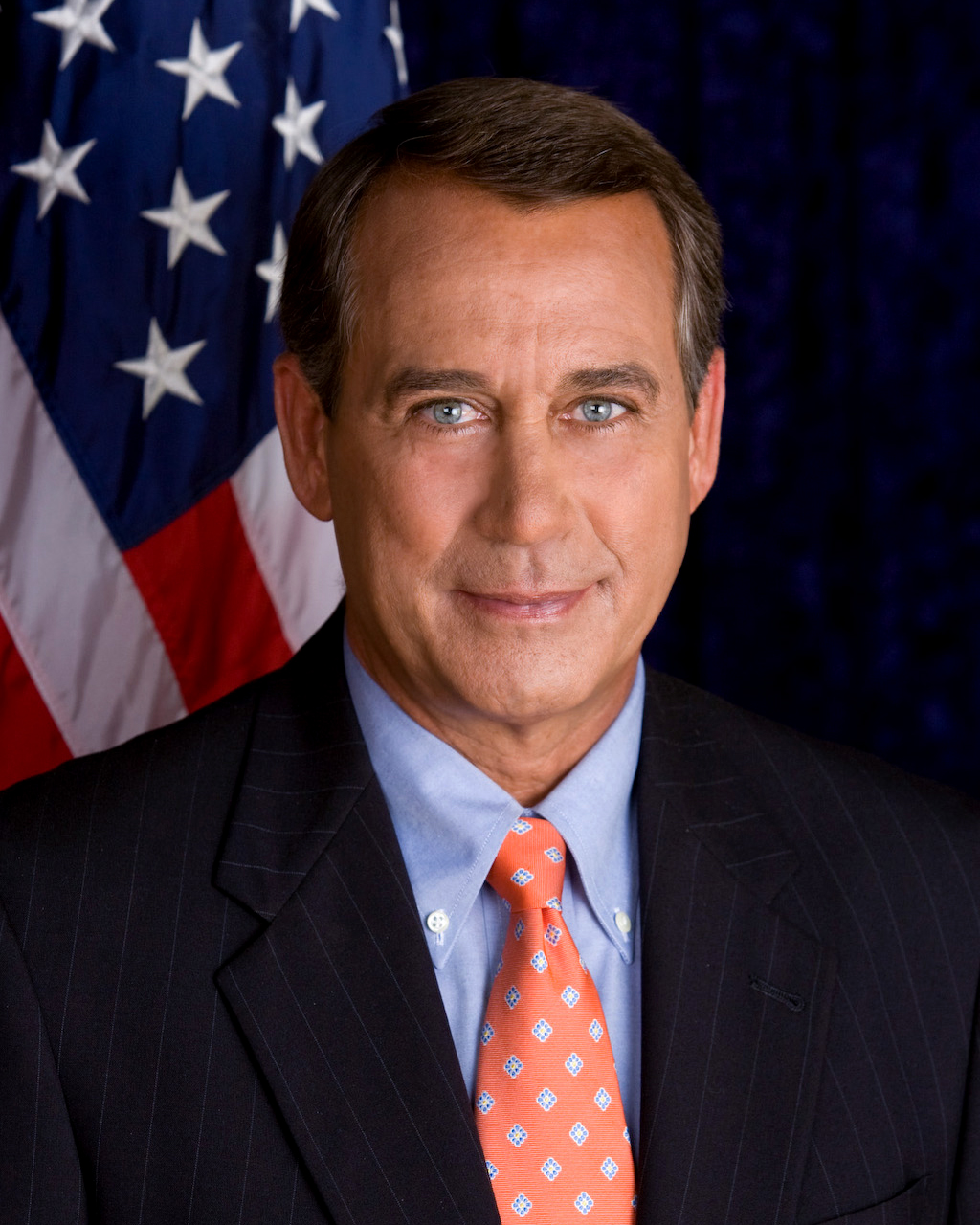
John Boehner (* 1949)

- Boehnert, Gunnar C. (1932–2021), kanadischer Historiker
- Boehnert, Günther (1903–1981), deutscher Schauspieler und Regisseur
- Boehning, Larissa (* 1971), deutsche Schriftstellerin
- Boehnke, Jens (* 1975), deutscher Fußballspieler
- Boehnke, Klaus (* 1951), deutscher Psychologe und Sozialwissenschaftler
- Boehr, Georg Heinrich (1757–1805), deutscher Mediziner und Arzt am Bürger-Rettungs-Institut in Berlin
- Boehr, Heinrich (* 1940), deutscher Brigadegeneral des Heeres der Bundeswehr
- Boehringer, Albert (1861–1939), deutscher Industrieller
- Boehringer, Andreas (1937–2001), deutscher Elektrotechniker und Hochschullehrer
- Boehringer, Christian (* 1965), deutscher Unternehmer
- Boehringer, Christof (* 1934), deutscher Numismatiker
- Boehringer, Christoph Heinrich (1820–1882), deutscher Arzneimittelfabrikant in Stuttgart und Mannheim
- Boehringer, Erich (1897–1971), deutscher Klassischer Archäologe
- Boehringer, Peter (* 1969), deutscher Sachbuchautor und Politiker (AfD), MdB
- Boehringer, Robert (1884–1974), deutscher Lyriker, Publizist und Unternehmer
- Boehringer, Ruth (1906–2007), deutsche Unternehmerin
- Boehrs, Jessica (* 1980), deutsche Dance-Pop-Sängerin, Fernsehmoderatorin und SchauspielerinJessica Boehrs (* 1980)

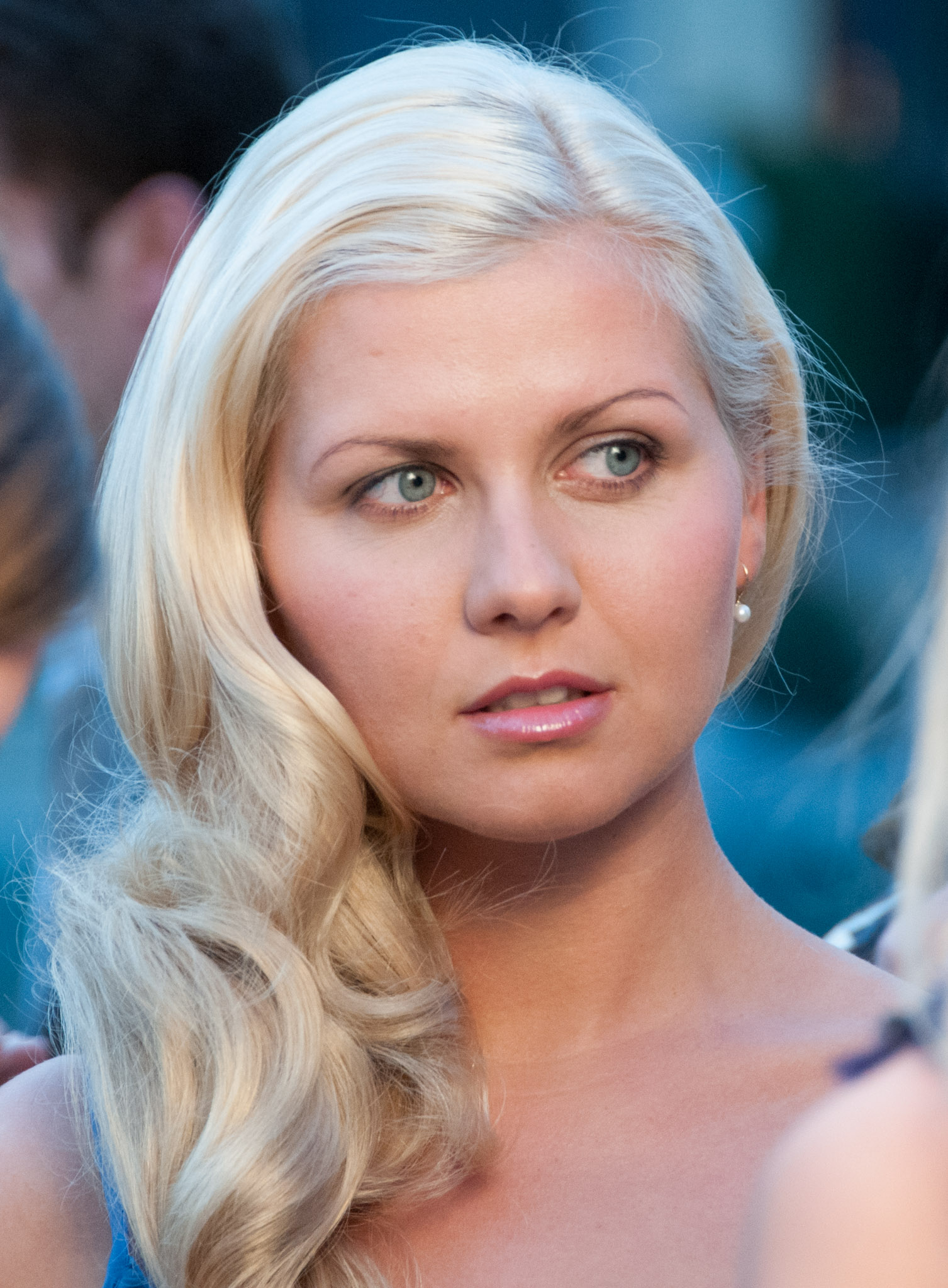
Jessica Boehrs (* 1980)

### Boei
- Boeijen, Frank (* 1957), niederländischer Sänger, Dichter, Komponist und Musiker
- Boeijen, Gerrit (1917–1983), niederländischer Radrennfahrer
- Boeijen, Hendrik van (1889–1947), niederländischer Politiker
- Boeing, William Edward (1881–1956), US-amerikanischer Flugzeugkonstrukteur

### Boek
- Boekaerts, Monique (* 1946), belgische Psychologin und Bildungsforscherin
- Boekdrukker, Rosa (1908–1982), niederländisch-israelische Kindergärtnerin und Widerstandskämpferin im Zweiten Weltkrieg
- Boeke, Hendrik Enno (1881–1918), niederländischer Mineraloge
- Boeke, Jan (1874–1956), niederländischer Anatom
- Boeke, Julius Herman (1884–1956), niederländischer Ökonom
- Boeke, Kees (1884–1966), niederländischer Pädagoge
- Boeke, Kees (* 1950), niederländischer Komponist und Musiker
- Boekel, Meindert (1915–1989), niederländischer Komponist und Dirigent
- Boekel, Pol van (* 1975), niederländischer Fußballspieler und -schiedsrichter
- Boekelheide, Jay (* 1946), US-amerikanischer Filmeditor und Tongestalter
- Boekelheide, Todd, US-amerikanischer Tonmeister und Filmkomponist
- Boekelheide, Virgil (1919–2003), US-amerikanischer Chemiker
- Boekelman, Melissa (* 1989), niederländische Leichtathletin
- Boekels, Ernst (1927–2019), deutscher Allgemeinmediziner und Gründer des Medikamentenhilfswerks "action medeor"
- Boeken, Ludi (* 1952), niederländischer Filmproduzent, Regisseur und Schauspieler
- Boeken, Noah (* 1981), niederländischer Pokerspieler
- Boekenfoehr, John (1903–1982), US-amerikanischer Ordensgeistlicher, Bischof von Kimberley
- Boeker, Heide (* 1945), deutsche Juristin, Richterin am Bundesfinanzhof a. D.
- Boeker, Paul H. (1938–2003), US-amerikanischer Diplomat
- Boeker, Peter (1916–1986), deutscher Pflanzenbau- und Grünlandwissenschaftler
- Boekhoff, Günther (1938–2025), deutscher Politiker (SPD), MdL
- Boekholt, Karl (1902–1983), deutscher Pflanzenbauwissenschaftler und Pflanzenzüchter
- Boekholt, Peter (1943–2021), deutscher Ordensgeistlicher, Salesianer Don Boscos, Kirchenrechtler, Pastoraltheologe
- Boekhoorn, Marcel (* 1959), niederländischer Milliardär und Investor
- Boekhorst, Fieke (* 1957), niederländische Hockeyspielerin
- Boekhoudt, Alfonso (* 1965), niederländischer Gouverneur von Aruba
- Boekhout, Henze (* 1947), niederländischer Künstler und Fotograf
- Boekhout, Louis (1919–2012), niederländisch-kanadischer Maler
- Boekhout, Roland (* 1963), niederländischer Bankmanager
- Boekle, Dietrich (1936–2014), deutscher Komponist und Maler
- Boekman, Hans (1896–1978), niederländischer Fußballschiedsrichter und Filmproduzent
- Boeksent, Jan (1660–1727), flämischer Bildhauer und Franziskaner

### Boel
- Boel, Hanne (* 1957), dänische Sängerin und Musik-Professorin
- Boël, Marthe (1877–1956), belgische Frauenrechtlerin
- Boel, Pieter (1626–1674), flämischer Maler des Barocks
- Boelcke, Oswald (1891–1916), deutscher Jagdflieger im Ersten WeltkriegOswald Boelcke (1891–1916)

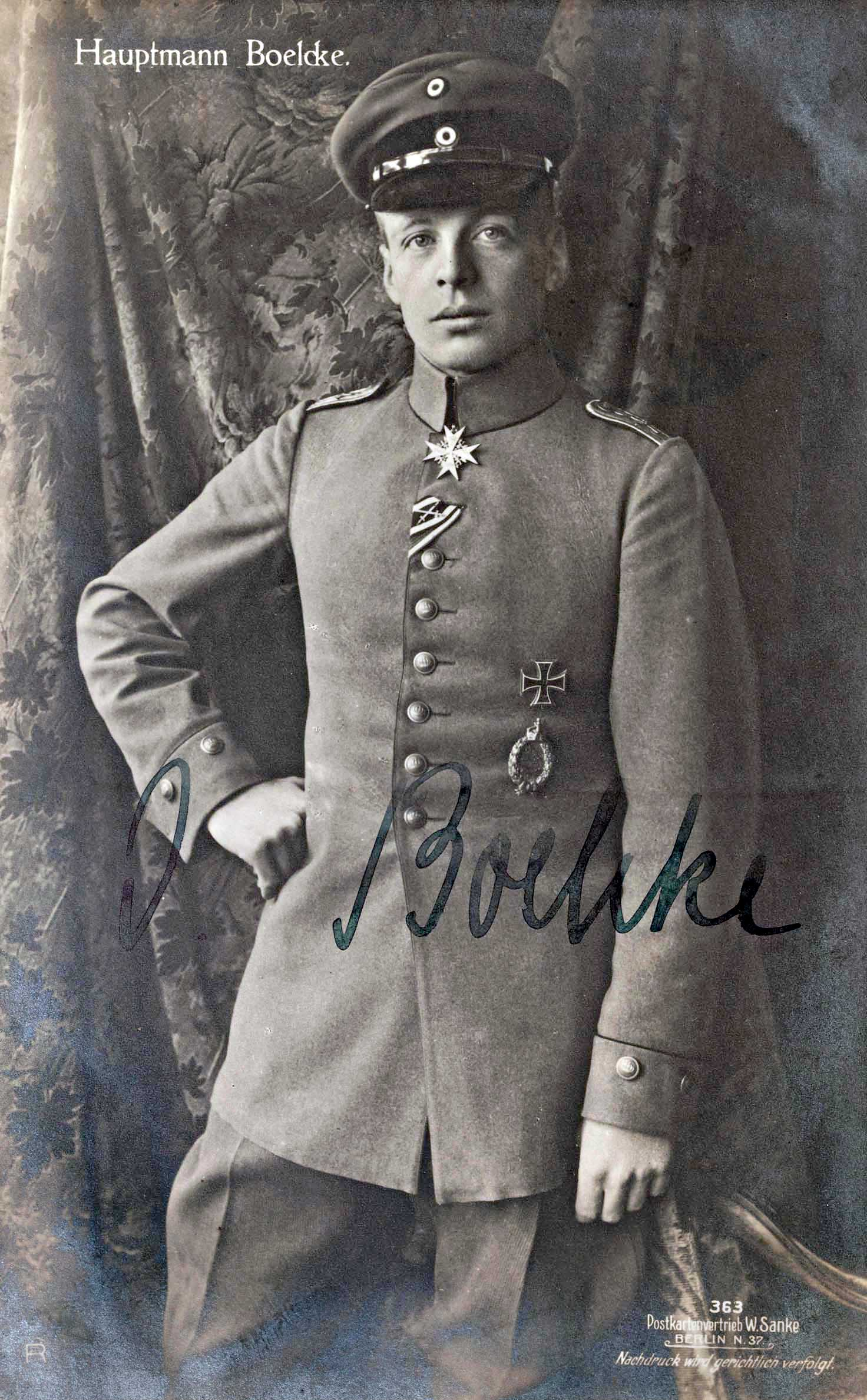
Oswald Boelcke (1891–1916)

- Boelcke, Wilhelm (1886–1954), deutscher Pilot im Ersten Weltkrieg und Industrieller
- Boelcke, Willi A. (1929–2022), deutscher Wirtschafts- und Sozialhistoriker, Publizist
- Boelderl, Artur R. (* 1971), österreichischer Philosoph, Hochschullehrer und Autor
- Boele, Wilhelm (1843–1919), deutscher Reichsgerichtsrat
- Boele-Woelki, Katharina (* 1956), deutsche Rechtswissenschaftlerin und Hochschullehrerin
- Boelee, Onno (1945–2013), neuseeländischer Schauspieler, Stuntman und ehemaliger Wrestler
- Boelen, Jeroen (* 1978), niederländischer Radrennfahrer
- Boelens Loen, Cornelis Andriesz (1552–1584), holländischer Staats- und Ratsmann
- Boelens, Andries (1455–1519), Bürgermeister von Amsterdam
- Boelens, Jacob († 1621), holländischer Diplomat und Politiker, Bürgermeister von Amsterdam
- Boelitz, Johannes (1868–1959), deutscher evangelischer Geistlicher
- Boelitz, Martin (1874–1918), deutscher Schriftsteller
- Boelitz, Otto (1876–1951), deutscher Pädagoge und Politiker (DVP, CDU), preußischer Staatsminister
- Boelk, Karl (* 1927), deutscher Fußballspieler
- Boelke, Richard (1868–1943), deutscher Politiker (USPD/KPD), Mitglied der Bremischen Bürgerschaft
- Boell, Heinrich (1890–1947), deutscher evangelischer Kirchenmusiker, Organist und Chorleiter
- Boellaard, Cornelia Gerardina (1869–1934), niederländische Porträtmalerin und Landschaftsmalerin
- Boellaard, Margaretha Cornelia (1795–1872), niederländische Malerin, Lithografin und Kunstsammlerin
- Boelling, Eugen (1887–1944), deutscher Verwaltungsjurist, Landrat in Ostpreußen
- Boelling, Johann Peter (1773–1857), deutscher Unternehmer und Politiker
- Boëllmann, Léon (1862–1897), französischer Organist und KomponistLéon Boëllmann (1862–1897)

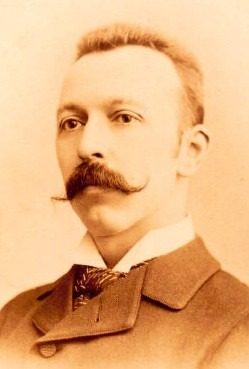
Léon Boëllmann (1862–1897)

- Boëllmann-Gigout, Marie-Louise (1891–1977), französische Organistin und Musikpädagogin
- Boelmann, Hermann (1896–1958), deutscher Politiker (SPD), MdBB
- Boelmann, Jan (* 1980), deutscher Sprachwissenschaftler
- Boelmans ter Spill, Pieter (1886–1954), niederländischer Fußballspieler
- Boelsen, Hans (1894–1960), deutscher Generalleutnant im Zweiten Weltkrieg
- Boelsen, Helmer (1925–2015), deutscher Radsportjournalist
- Boelsen, Jim (* 1951), US-amerikanischer Schauspieler
- Boelsen, Ulrich (1900–1990), deutscher Zahnarzt und Widerstandskämpfer gegen den Nationalsozialismus
- Boelsma, Menno (1961–2022), niederländischer Eisschnellläufer
- Boelssen, Klaus-Dieter (* 1948), deutscher Fußballspieler
- Boelstra, Rigtje (1893–1969), niederländische friesische Illustratorin und Viehzüchterin
- Boeltzig, Reinhold (1863–1941), deutscher Bildhauer
- Boeltzig, Wilhelm von (1755–1834), preußischer Generalmajor
- Boëly, Alexandre-Pierre-François (1785–1858), französischer Komponist, Organist und Pianist

### Boem
- Boem, Nicola (* 1989), italienischer Radrennfahrer
- Boemke, Burkhard (* 1961), deutscher Jurist und Professor an der Universität Leipzig
- Boemke, Friedrich (1906–1984), deutscher Pathologe und Hochschullehrer, Ärztlicher Direktor der Städtischen Krankenanstalten Dortmund
- Boemle, Daniel (1960–2007), Schweizer Hörfunkmoderator
- Boemler, George (1902–1968), US-amerikanischer Filmeditor
- Boemm, Ritta (1868–1948), ungarische Malerin
- Boemund I. von Warsberg († 1299), Kurfürst-Erzbischof von Trier
- Boemund II. von Saarbrücken († 1367), Erzbischof und Kurfürst von Trier

### Boen
- Boen, Earl (1941–2023), US-amerikanischer Schauspieler
- Boen, Haldor (1851–1912), US-amerikanischer Politiker
- Boëne, Bernard (* 1947), französischer Militärsoziologe
- Boenechea, Domingo de (1713–1775), spanischer Seefahrer
- Boenheim, Felix (1890–1960), deutscher Arzt und Politiker
- Boenicke, Walter (1895–1947), deutscher Offizier in der Luftwaffe der Wehrmacht
- Boenigh, Florina (1894–1956), deutsche römisch-katholische Ordensfrau und Märtyrin
- Boenigk, Diethard von (* 1956), deutscher Handballtrainer und Handballspieler
- Boenigk, Gottfried von (1797–1860), preußischer Generalmajor
- Boenigk, Hans Erich (1943–2000), deutscher Neuropädiater und Epileptologe
- Boenigk, Jan von (* 1995), deutscher Handballspieler
- Boenigk, Jens (* 1970), deutscher Botaniker und Hochschullehrer
- Boenigk, Oskar von (1893–1946), deutscher Jagdflieger, Generalmajor der Luftwaffe
- Boenigk, Silke (* 1967), deutsche Betriebswirtin und Hochschullehrerin (Universität Hamburg)
- Boenigk, Wolfgang (* 1939), deutscher Geologe
- Boening, Shane van (* 1983), US-amerikanischer Poolbillardspieler
- Boeninger, Adam Konrad (1810–1886), deutscher Verleger
- Boenisch, Gustav Adolf (1802–1887), deutscher Landschaftsmaler, Zeichner, Architekt und Landschaftsarchitekt
- Boenisch, Jens (* 1964), deutscher Pädagoge und Hochschullehrer für Körperbehindertenpädagogik
- Boenisch, Julia (1962–2004), deutsche Journalistin und Autorin
- Boenisch, Peter (1927–2005), deutscher JournalistPeter Boenisch (1927–2005)

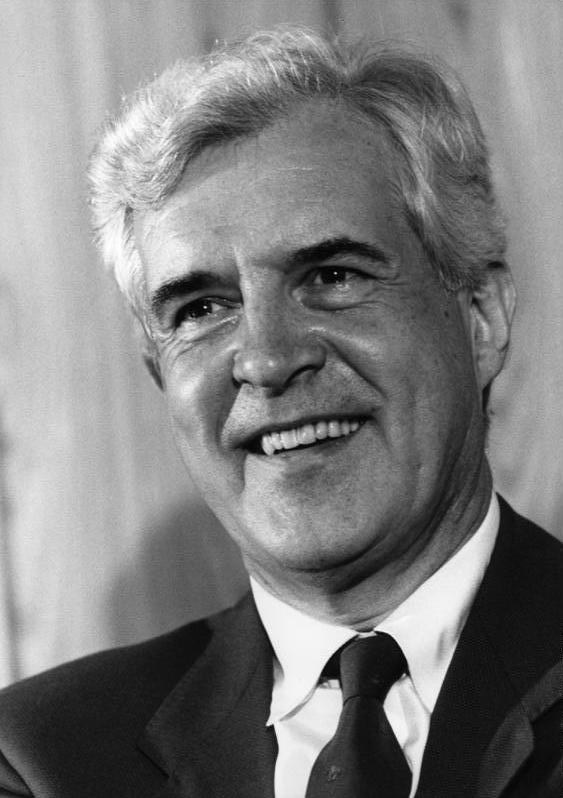
Peter Boenisch (1927–2005)

- Boenisch, Peter M. (* 1971), deutscher Theaterwissenschaftler
- Boenisch, Sebastian (* 1987), polnisch-deutscher Fußballspieler
- Boenisch, Tatjana (* 1985), österreichisches Model, Miss Austria (2006)
- Boenke, Gerda (1913–1944), deutsche Arbeiterin und Kritikerin des nationalsozialistischen Regimes
- Boenke, Michael (* 1958), deutscher Autor
- Boenninghaus, Hans-Georg (1921–2005), deutscher HNO-Arzt und Hochschullehrer
- Boenstedt, Holger (* 1954), deutscher Organist, Cembalist und Dirigent
- Boente, Dana (* 1954), US-amerikanischer Jurist und United States Attorney

### Boep
- Boepple, Ernst (1887–1950), deutscher Nationalsozialist, Verleger, Staatssekretär im GeneralgouvernementErnst Boepple (1887–1950)

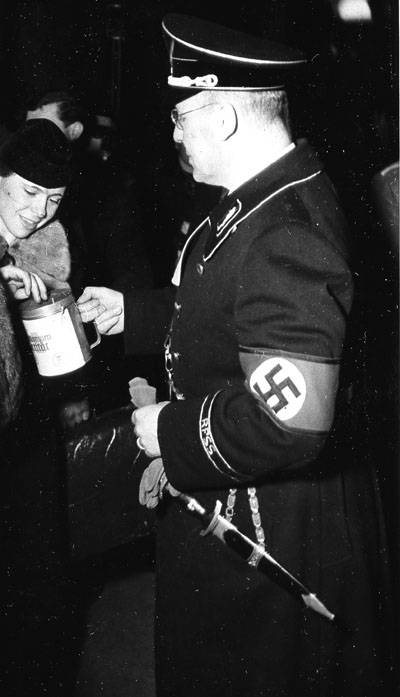
Ernst Boepple (1887–1950)

- Boepple, Paul (1896–1970), schweizerisch-amerikanischer Chorleiter und Musikpädagoge
- Boepple, Willy (1911–1992), deutscher Politiker (KPD), MdL

### Boer
- Böer, Andreas (1950–2020), deutscher Politiker (CDU)
- Boer, Antoinette de (* 1939), deutsche Textildesignerin
- Boer, Bertil van (* 1952), US-amerikanischer Musikwissenschaftler, Violinist, Komponist und Dirigent
- Böer, Björn Peter (* 1966), deutscher Journalist, Hochschullehrer
- Boer, Cherie de (* 1950), niederländische Musikerin
- Boer, Cornelis De (1880–1957), niederländischer Romanist, Mediävist und Sprachwissenschaftler
- Boer, Dick (* 1939), niederländischer evangelisch-reformierter Pfarrer, Hochschullehrer und Autor
- Boer, Diederik (* 1980), niederländischer Fußballspieler
- Boer, Elisabeth (1896–1991), deutsche Archivarin und Historikerin
- Boer, Emilie (1894–1980), deutsche Altphilologin und Astronomie-Historikerin
- Boer, Erik-Jan De (* 1967), niederländischer Filmtechniker
- Boer, Frank de (* 1970), niederländischer FußballspielerFrank de Boer (* 1970)

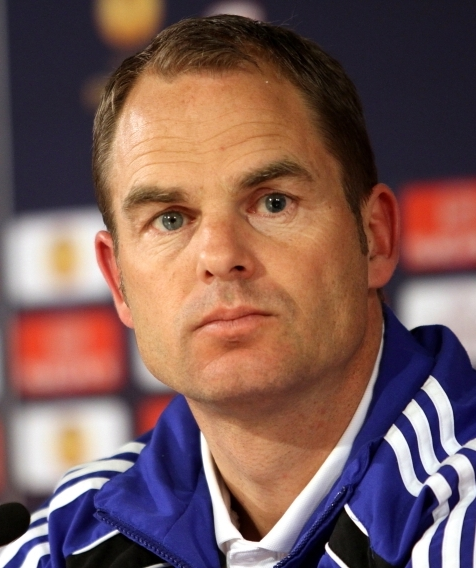
Frank de Boer (* 1970)

- Böer, Friedrich (1904–1987), deutscher Autor und Illustrator
- Boer, Hannes de (1899–1982), niederländischer Weitspringer
- Boer, Hans A. de (1925–2017), deutscher Pastor
- Boer, Hans-Peter (* 1949), deutscher Schriftsteller und Heimatforscher
- Boer, Heike de (* 1963), deutsche Erziehungswissenschaftlerin und Hochschullehrerin
- Boer, Huib den (* 1981), niederländischer Volleyballspieler
- Boer, Jacob de (* 1955), niederländischer Umweltchemiker, Umwelttoxikolge und Hochschullehrer
- Boer, Jan Hendrik de (1899–1971), niederländischer Physiker und Chemiker
- Boer, Jann de (* 1897), deutscher Politiker, Kreisleiter der NSDAP im Gebiet der Stadt Emden
- Boer, Jelle Zeilinga de (1934–2016), niederländischer Geologe
- Boer, Jessica de (* 1993), niederländische Jazzmusikerin (Gesang, Komposition)
- Boër, Johann Lukas (1751–1835), deutsch-österreichischer Arzt und Geburtshelfer
- Boer, Jonnie (1965–2025), niederländischer Koch, Unternehmer und Fachbuchautor
- Boer, Kees de (* 1965), niederländischer Zeichner, Illustrator und Karikaturist
- Boer, Klaas de (1941–2022), niederländischer Astronom und Hochschullehrer
- Boer, Laura de (* 1983), niederländische SchauspielerinLaura de Boer (* 1983)

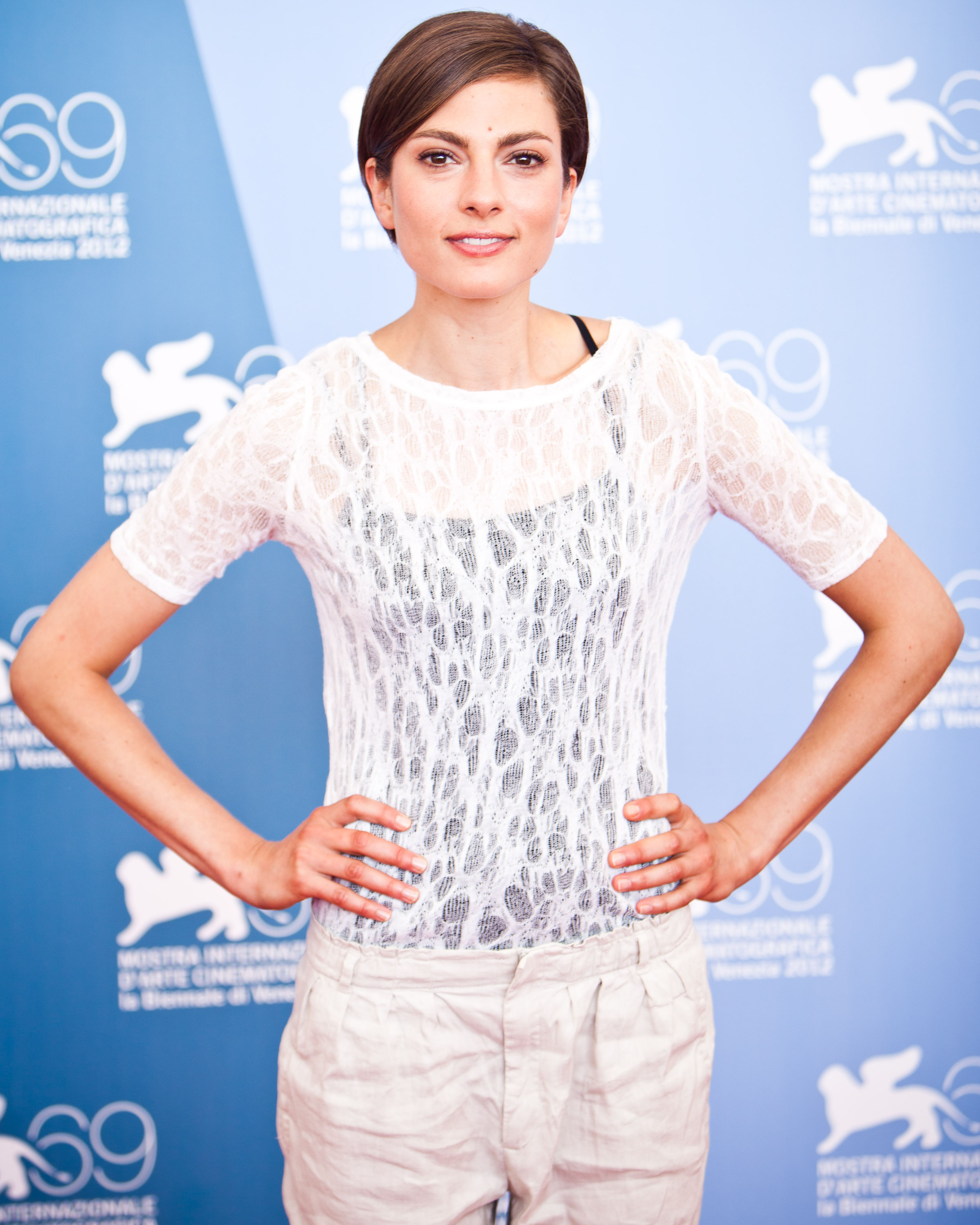
Laura de Boer (* 1983)

- Boer, Levi (* 1997), niederländischer Eishockeyspieler
- Boer, Lieuwe de (* 1951), niederländischer Eisschnellläufer
- Boer, Lodewijk de (1937–2004), niederländischer Theatermacher, Komponist und Improvisationsmusiker
- Böer, Ludwig (1900–1987), deutscher Lehrer und Heimatforscher
- Boer, Manon de (* 1966), indisch-niederländische Videokünstlerin
- Boer, Margot (* 1985), niederländische Eisschnellläuferin
- Boer, Margreeth de (* 1939), niederländische Politikerin
- Boer, Marlene De (* 1988), niederländische Triathletin
- Boer, Marloes de (* 1982), niederländische Fußballspielerin
- Boer, Otto de (1797–1856), niederländischer Kirchen-, Porträt- und Genremaler
- Boer, Paula de (* 2000), deutsche Leichtathletin
- Boer, Pieter Arie Hendrik de (1910–1989), niederländischer reformierter Theologe
- Boer, Reint de (1935–2010), deutscher Bauingenieur
- Boer, Roland (* 1961), niederländisch-australischer Philosoph, Exeget und Hochschullehrer
- Böer, Roland (* 1970), deutscher Dirigent
- Boer, Ronald de (* 1970), niederländischer Fußballspieler
- Böer, Simon (* 1974), deutscher SchauspielerSimon Böer (* 1974)

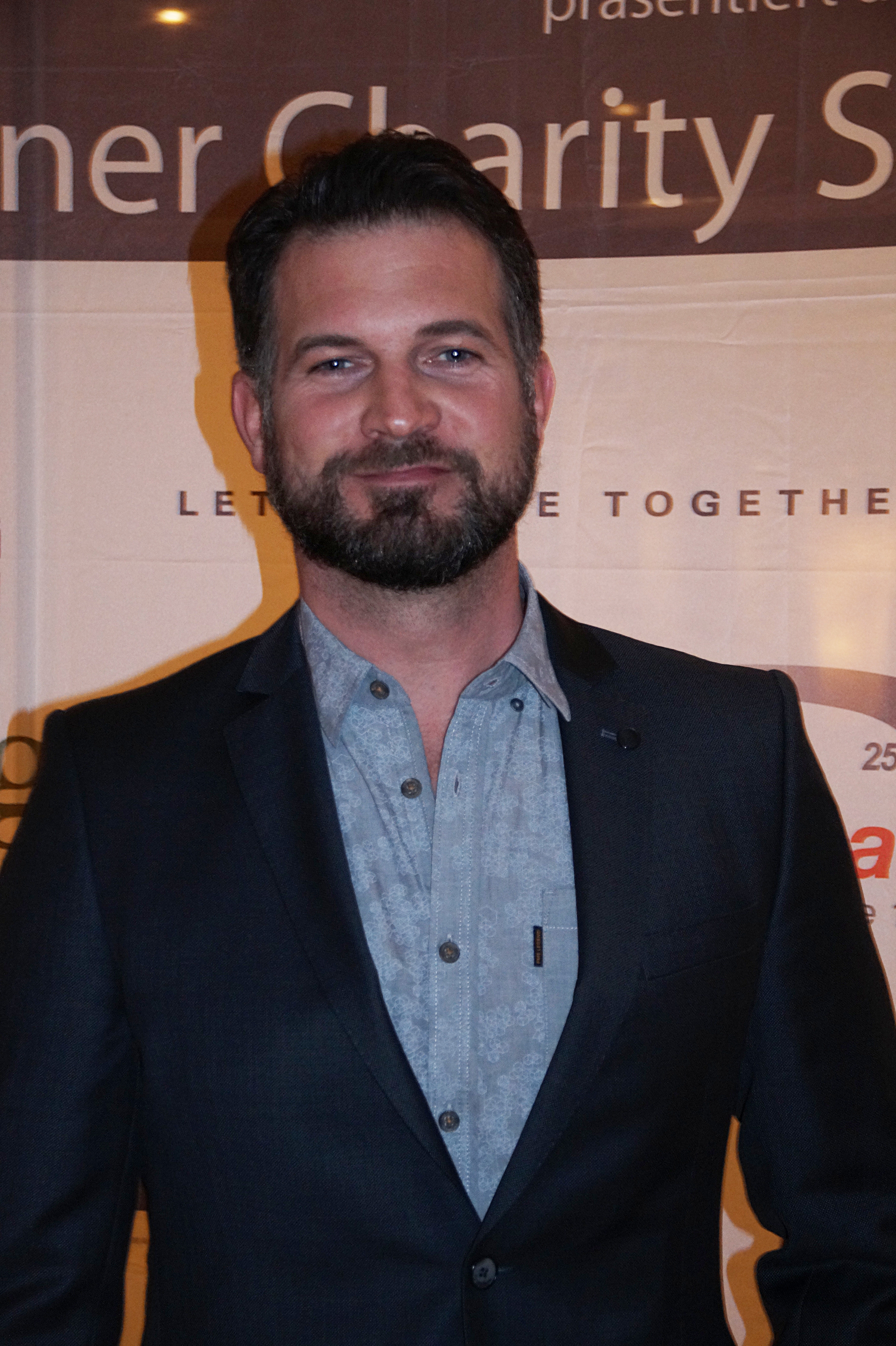
Simon Böer (* 1974)

- Boer, Sophie de (* 1990), niederländische Radrennfahrerin
- Boer, Teun (* 2001), niederländischer Shorttracker
- Boer, Thorsten (* 1968), deutscher Fußballspieler
- Boer, Willem den (1914–1993), niederländischer Althistoriker
- Boer, Wim de (* 1938), niederländischer Politiker
- Boer, Yvo de (* 1954), niederländischer Politiker
- Böer-Puhonny, Doris (1912–1995), deutsche Grafikerin, Illustratorin und Puppenspielerin
- Boer-van Rijk, Esther de (1853–1937), niederländische Schauspielerin
- Boerboom, Jorel (* 1997), niederländischer Motorradrennfahrer
- Boerckel, Fritz (1898–1980), deutscher Jurist und Richter am Bundesverwaltungsgericht
- Boerdam, Willem (1883–1966), niederländischer Fußballspieler
- Boerdam-Strobel, Maike (* 1976), niederländische Musicaldarstellerin und Schauspielerin
- Boerdner, Britta (* 1961), deutsche Schriftstellerin
- Boere, Heinrich (1921–2013), deutsch-niederländischer Kriegsverbrecher, als Mitglied der Waffen-SS an Morden an niederländischen Zivilisten beteiligt
- Boere, Jeroen (1967–2007), niederländischer Fußballspieler
- Boere, Tom (* 1992), niederländischer Fußballspieler
- Boeree, C. George (1952–2021), US-amerikanischer Psychologe und Linguist
- Boeree, Liv (* 1984), britische Pokerspielerin, Fernsehmoderatorin und Model
- Boerema, Hayo (* 1972), niederländischer Organist und Hochschullehrer
- Boeren, Eric (* 1959), niederländischer Jazzmusiker
- Boeres, Franz (1872–1956), deutscher Maler, Bildhauer und Schmuckdesigner
- Boerger, Albert (1881–1957), deutscher Agrarwissenschaftler
- Boerhaave, Herman (1668–1738), niederländischer Mediziner, Chemiker und BotanikerHerman Boerhaave (1668–1738)

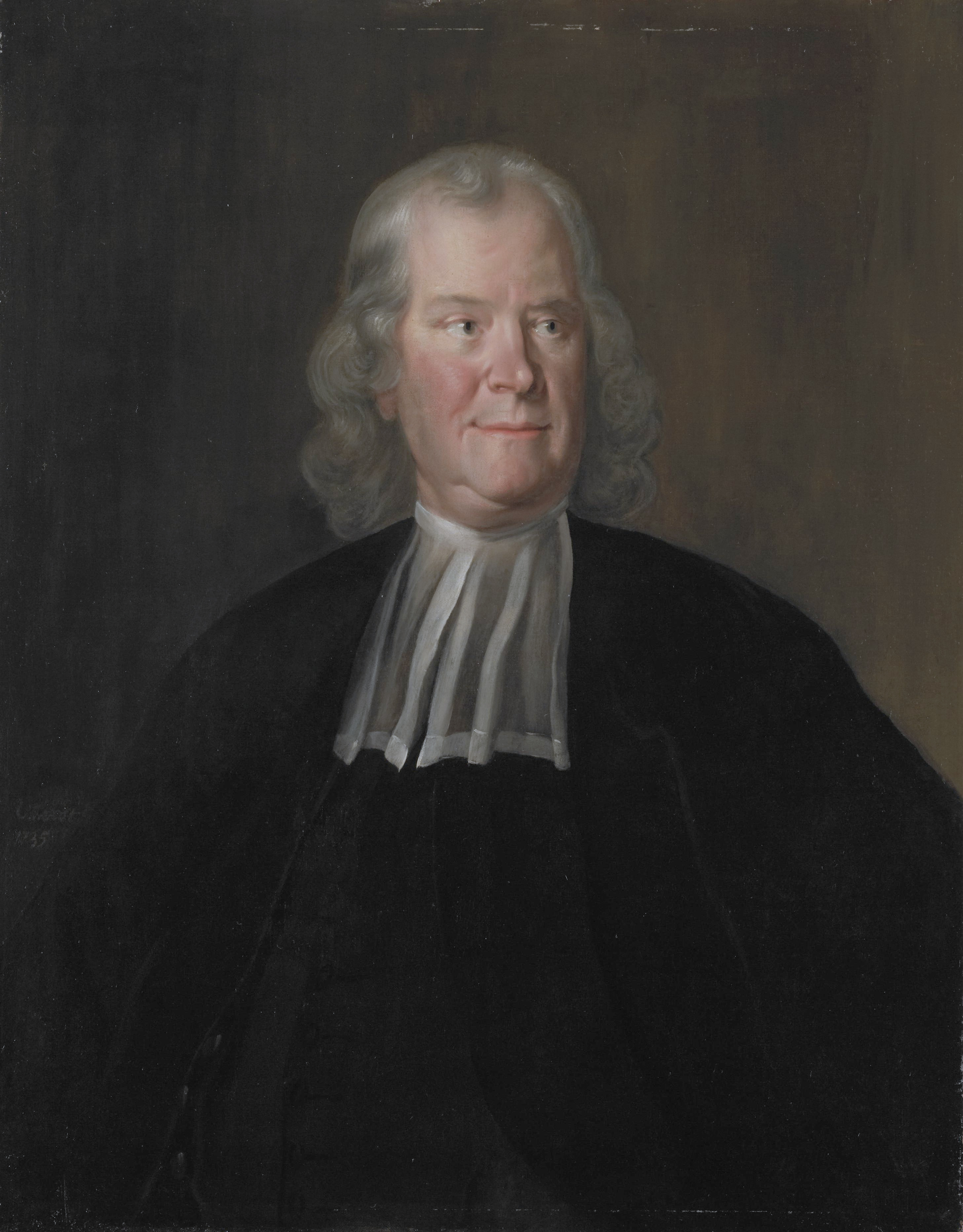
Herman Boerhaave (1668–1738)

- Boeri, Cini (1924–2020), italienische Architektin und Designerin
- Boeri, Stefano (* 1956), italienischer Architekt, Architekturprofessor und Autor
- Boéri-Bégard, Isabelle (* 1960), französische Florettfechterin
- Boericke, William (1849–1929), US-amerikanischer Homöopath
- Boerio, Giuseppe (1754–1832), venezianischer Autor und Richter
- Boeriu von Polichna, Johann (1859–1949), österreichischer Offizier (General der Infanterie), Lehrer, Generaladjutant und Vorstand der Militärakademie
- Boerma, Addeke Hendrik (1912–1992), niederländischer Ökonom und Generalsekretär der Ernährungs- und Landwirtschaftsorganisation
- Boerman, Jan (1923–2020), niederländischer Pianist und Komponist
- Boermans, Bobby (* 1981), niederländischer Regisseur
- Boermans, Loek, niederländischer Aerodynamiker
- Boermans, Stefan (* 1994), niederländischer Volleyball- und Beachvolleyballspieler
- Boermans, Theu (* 1950), niederländischer Regisseur und Schauspieler
- Boermel, Eugen (1858–1932), deutscher Bildhauer
- Boerner, Adolf (1870–1930), deutscher Klassischer Philologe und Gymnasiallehrer
- Boerner, Carl (1846–1929), deutscher Gutsbesitzer und Politiker, Landtagsabgeordneter, MdR
- Boerner, Carl Gustav (1790–1855), deutscher Maler und Kunsthändler
- Boerner, Carl Heinrich (1844–1921), deutscher Jurist
- Boerner, Franz (1897–1975), deutscher Botaniker und Leiter des Botanischen Gartens in Darmstadt
- Boerner, Friedrich (1723–1761), deutscher Mediziner
- Boerner, Heinrich Ludwig (1846–1916), deutscher Lehrer
- Boerner, Hermann (1906–1982), deutscher Mathematiker
- Boerner, Hildegard (1870–1945), deutsche Konzertsängerin und Gesangsmeisterin
- Boerner, Klaus-Erich (* 1915), deutscher Schriftsteller
- Boerner, Moritz (* 1945), deutscher Regisseur und Autor
- Boerner, Otto (1861–1918), deutscher Lehrer und Philologe
- Boerner, Peter (1926–2015), deutsch-amerikanischer Literaturwissenschaftler und Goetheforscher
- Boerner, Reinhard J. (* 1955), deutscher Psychologe
- Boerner, Sabine (* 1963), deutsche Wirtschaftswissenschaftlerin und Hochschullehrerin
- Boerner-Patzelt, Dora (1891–1974), böhmisch-österreichische (sudetendeutsche) Medizinerin, Histologin und Embryologin
- Boero, Ercole (1889–1952), italienischer Wasserballspieler
- Boero, Felipe (1884–1958), argentinischer Komponist
- Boero, Mario (1893–1973), italienischer Wasserballspieler
- Boero, Renata (* 1936), italienische Künstlerin
- Boerrigter, Derk (* 1986), niederländischer Fußballspieler
- Boers, Carolus (1746–1814), niederländischer reformierter Theologe
- Boers, Heleen (* 1989), niederländische Ruderin
- Boers, Isayah (* 1999), niederländischer Leichtathlet
- Boers, Klaus (* 1953), deutscher Kriminologe
- Boers, Peter (* 1946), deutscher Fußballspieler
- Boers, Phumin (* 2003), thailändisch-niederländischer Fußballspieler
- Boers, Uwe (* 1944), deutscher Fußballspieler
- Boersch, Cornelius (* 1968), deutscher Unternehmer
- Boersch, Hans (1909–1986), deutscher Physiker
- Boerschmann, Ernst (1873–1949), deutscher Architekt, Baubeamter und Sinologe
- Boersma, Emiel (* 1980), niederländischer Beachvolleyballspieler
- Boersma, Femke (* 1935), niederländische SchauspielerinFemke Boersma (* 1935)

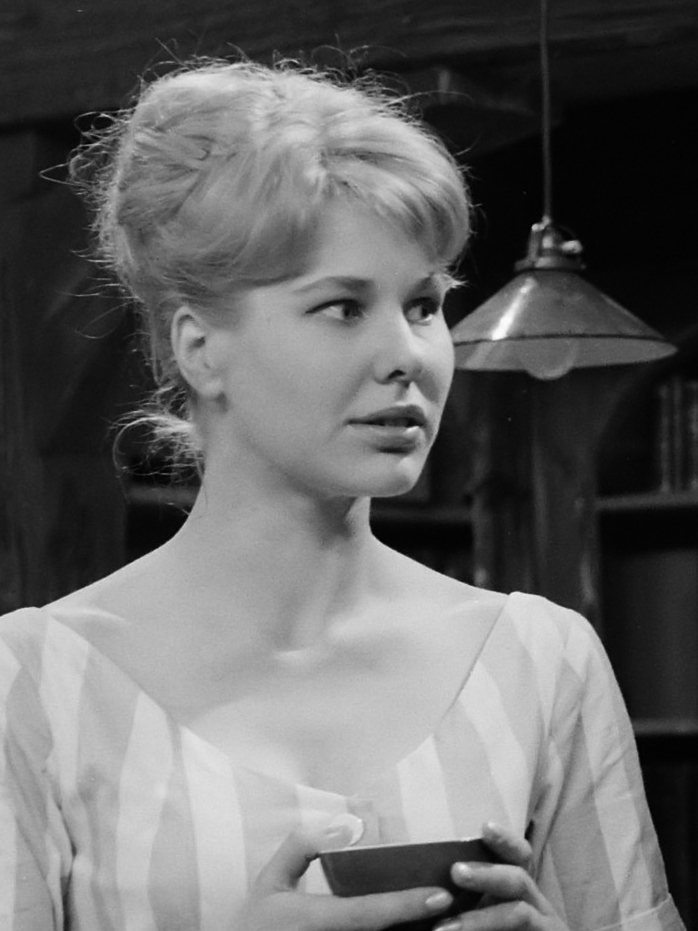
Femke Boersma (* 1935)

- Boersma, Gerard (* 1976), niederländischer Maler
- Boersma, Hans (* 1961), niederländisch-kanadischer anglikanischer Theologe
- Boersma, Jacob (1929–2012), niederländischer Politiker und Minister
- Boersma, Jan (* 1968), Windsurfer von den Niederländischen Antillen
- Boersma, Phil (* 1949), englischer Fußballspieler
- Boersma, Tjeerd (1915–1985), niederländischer Sprinter
- Boerst, Alwin (1910–1944), deutscher Pilot und Ritterkreuzträger im Zweiten Weltkrieg
- Boerstra, André (1924–2016), niederländischer Hockeyspieler
- Boertien, Kees (1927–2002), niederländischer Wirtschaftsmanager und Politiker (ARP, CDA)
- Boerum, Simon (1724–1775), amerikanischer Politiker

### Boes
- Boes, Andreas (* 1959), deutscher Industriesoziologe
- Boës, Hannsjörn (1936–2021), deutscher Generalleutnant
- Boes, Léon, französischer Fußballschiedsrichter
- Boes, Mirja (* 1971), deutsche Komikerin, Schauspielerin und SängerinMirja Boes (* 1971)

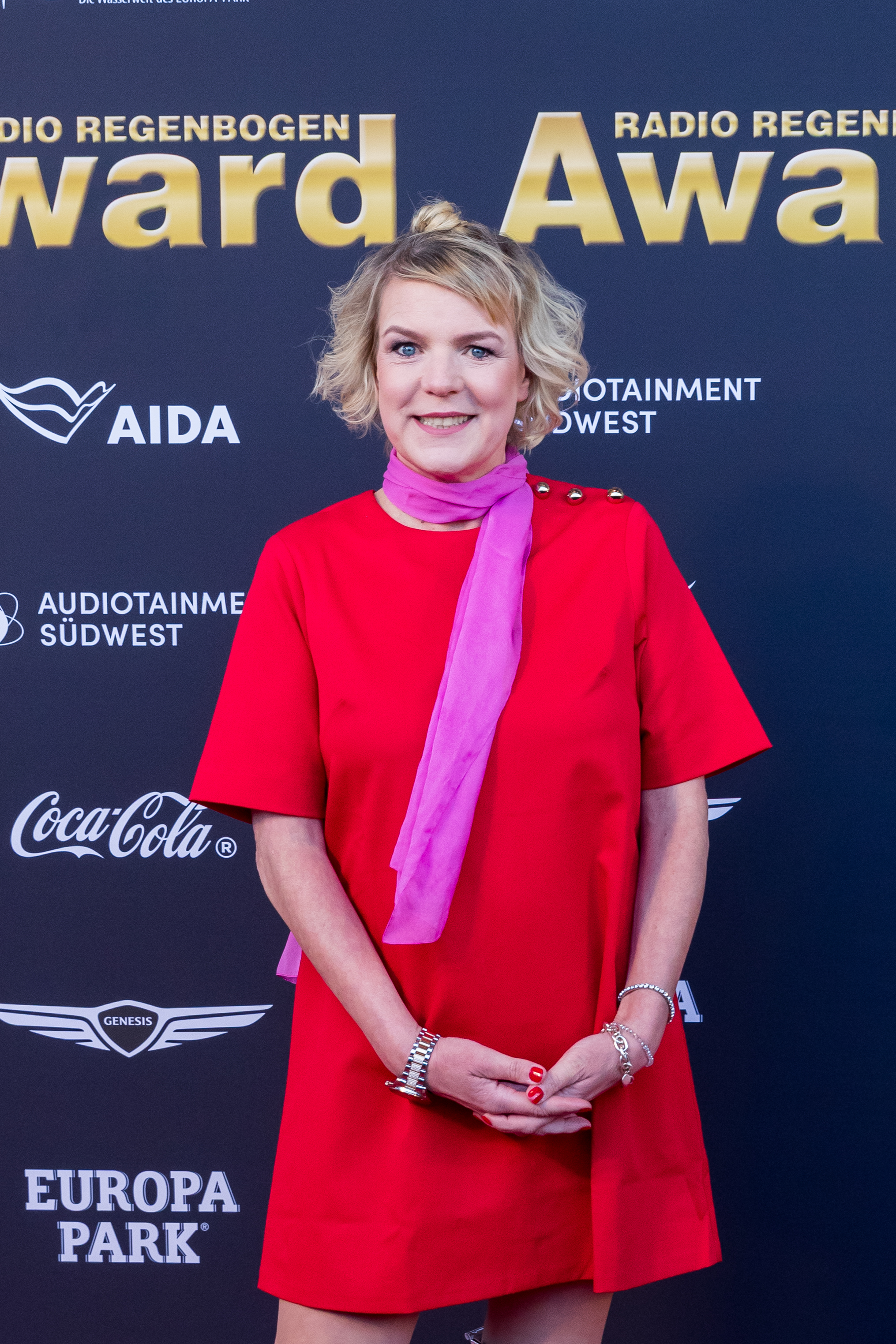
Mirja Boes (* 1971)

- Boes, Robert (* 1969), deutscher Wasserbauingenieur und Hochschullehrer
- Boës, Ulrich (1911–1997), deutscher Offizier, zuletzt Brigadegeneral
- Boesak, Allan (* 1946), südafrikanischer reformierter Pastor, Theologe, Anti-Apartheid-Aktivist und Politiker
- Boesberg, André (* 1949), niederländischer Schriftsteller
- Boesch, Bruno (1911–1981), Schweizer Germanist in Freiburg
- Boesch, Christian (* 1941), österreichischer Opernsänger (Bariton)
- Boesch, Christophe (1951–2024), schweizerisch-französischer Primatologe und Verhaltensforscher
- Boesch, Cornelia (* 1975), Schweizer Journalistin und Moderatorin
- Boesch, Ernst E. (1916–2014), deutscher Kulturpsychologe
- Boesch, Florian (* 1971), österreichischer Opernsänger (Bassbariton)Florian Boesch (* 1971)

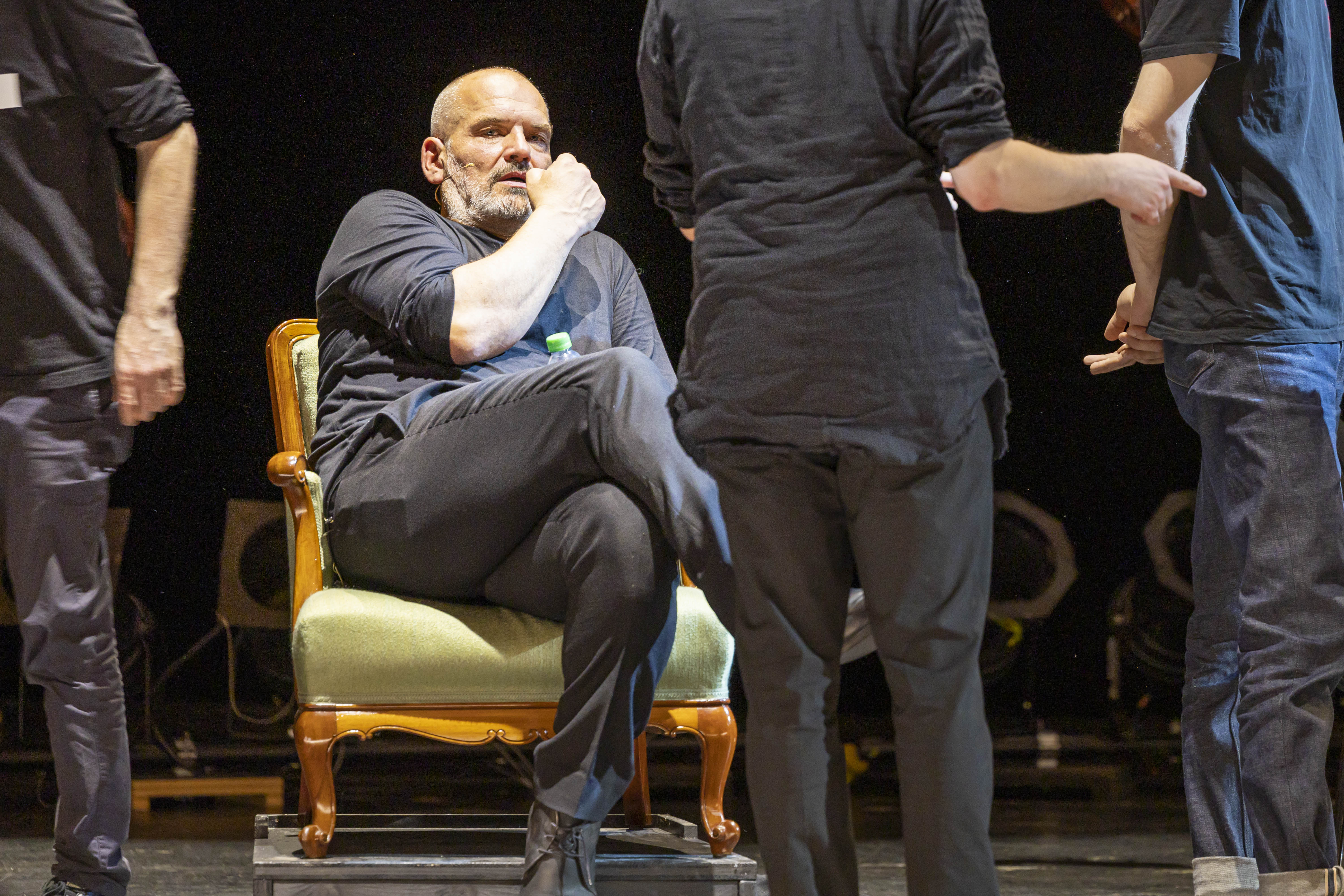
Florian Boesch (* 1971)

- Boesch, Garth (1920–1998), kanadischer Eishockeyspieler
- Boesch, Gottfried (1915–1983), Schweizer Historiker
- Boesch, Hans (1911–1978), Schweizer Geograph
- Boesch, Hans (1926–2003), Schweizer Schriftsteller
- Boesch, Ina (* 1955), Schweizer Kulturwissenschaftlerin und Publizistin
- Boesch, Josua (1922–2012), Schweizer Goldschmied, Theologe, Bibelübersetzer, Autor und Metallikonograph
- Boesch, Paul (1889–1969), Schweizer Künstler
- Boesch, Ruthilde (1918–2012), österreichische Opern-, Operetten-, Lied- und Konzertsängerin (Sopran) und Gesangspädagogin
- Boesche, Norbert (1959–2002), deutscher Autor, Verleger und Privathistoriker
- Boesche-Zacharow, Tilly (1928–2025), deutsche Schriftstellerin und Autorin
- Boeschenstein, Hugo (1900–1983), schweizerisch-deutscher Grafiker
- Boeschoten, Hendrik (1950–2024), niederländischer Turkologe
- Boese, Carl (1887–1958), deutscher Filmregisseur, Drehbuchautor und Produzent
- Boese, Carl-Heinz (1892–1941), deutscher Filmregisseur und Rundfunkmacher (zuletzt Intendant)
- Boese, Friedrich (1800–1853), deutscher Politiker und Landrat des Kreises Meschede
- Boese, Friedrich (1829–1907), deutscher Politiker, Bürgermeister und Mitglied des preußischen Abgeordnetenhauses
- Boese, Gustav (1878–1943), deutscher Kunstmaler
- Boese, Helmut (1911–1983), österreichischer Bibliothekar
- Boese, Helmut (1916–2001), deutscher Bibliothekar
- Boese, Johannes (1856–1917), deutscher Bildhauer und Hochschullehrer
- Boese, Johannes (1939–2012), deutscher Vorderasiatischer Archäologe
- Boese, Kristin (* 1977), deutsche KitesurferinKristin Boese (* 1977)

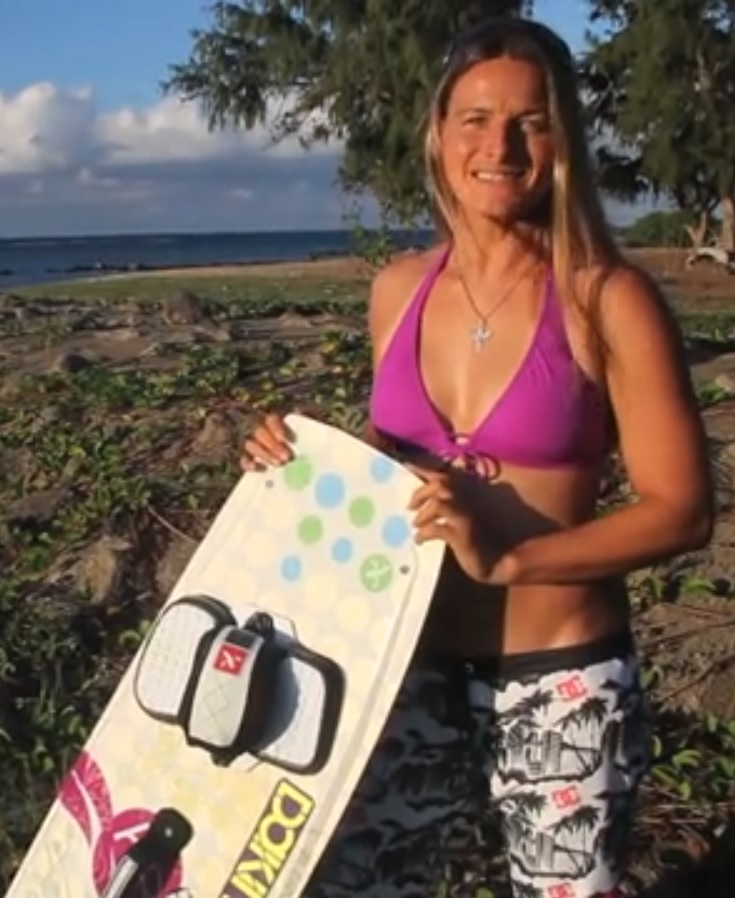
Kristin Boese (* 1977)

- Boese, Kurt (1929–2021), deutsch-kanadischer Ringer
- Boese, Lawrence E. (* 1943), US-amerikanischer Offizier, Generalleutnant der US Air Force
- Boese, Pedro (* 1972), deutsch-portugiesischer Maler
- Boese, René (* 1984), deutscher Handballspieler
- Boese, Rudolf (1839–1912), Landtagsabgeordneter
- Boese, Ursula (1928–2016), deutsche Opernsängerin (Alt)
- Böeseken, Jacob (1868–1949), niederländischer Chemiker und Hochschullehrer
- Boesel, Grete (1908–1947), deutsche Aufseherin im KZ Ravensbrück
- Boesel, Raul (* 1957), brasilianischer Automobilrennfahrer
- Boeselager, Ada von (1905–1973), deutsche Kunstmalerin und Schriftstellerin
- Boeselager, Albrecht Freiherr von (* 1949), deutscher Großhospitalier des MalteserordensAlbrecht Freiherr von Boeselager (* 1949)

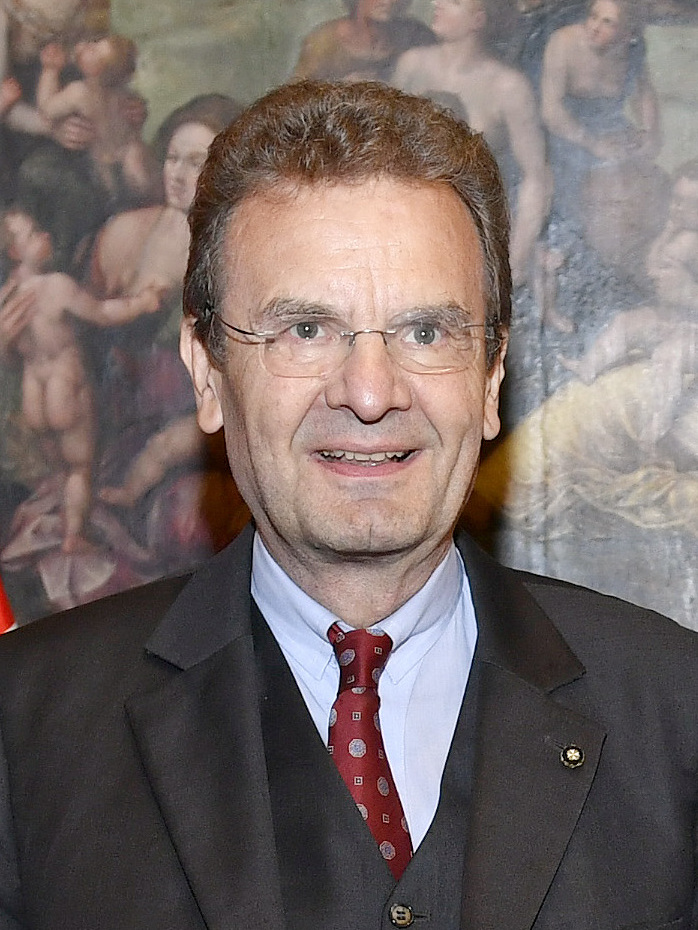
Albrecht Freiherr von Boeselager (* 1949)

- Boeselager, Clemens von (1907–1981), deutscher Politiker (CDU), MdL, Mitbegründer der CDU in Nordrhein-Westfalen
- Boeselager, Csilla Freifrau von (1941–1994), deutsche Adelige, Mitbegründerin des ungarischen Malteser-Caritas-Dienstes
- Boeselager, Damian (* 1988), deutscher Unternehmensberater, Journalist und Politiker (Volt)
- Boeselager, Dela von (* 1942), deutsche Archäologin, Kunsthistorikerin und Autorin
- Boeselager, Ferdinand Goswin von (1746–1810), Domherr in Münster und Osnabrück
- Boeselager, Friedrich Christoph von (1716–1791), Domherr in Münster und Hildesheim
- Boeselager, Friedrich Ferdinand von (1781–1863), Domherr in Osnabrück und Münster
- Boeselager, Friedrich Wilhelm Nikolaus Anton von (1713–1782), Dompropst in Münster
- Boeselager, Friedrich Wilhelm von (1778–1851), Domherr in Osnabrück und Münster
- Boeselager, Georg Freiherr von (1915–1944), deutscher Kavallerieoffizier, zuletzt Oberst (postum)
- Boeselager, Hermann-Josef Freiherr von (1913–1963), deutscher Politiker (CDU)
- Boeselager, Ilka von (* 1944), deutsche Politikerin (CDU), MdL, Unternehmerin
- Boeselager, Joachim von († 1668), deutscher Hofbeamter und Diplomat
- Boeselager, Karl von (1848–1890), deutscher Jesuit und Professor der Geschichte an der Universität von Bombay
- Boeselager, Kaspar Anton von (1779–1825), Domherr in Münster
- Boeselager, Max von (1830–1896), deutscher Rittergutsbesitzer und Politiker
- Boeselager, Maximilian Anton von (1775–1821), Bürgermeister in Münster (1810–1813)
- Boeselager, Philipp Freiherr von (1917–2008), deutscher Privatwaldbesitzer, forstlicher Verbandsfunktionär und Widerstandskämpfer im NationalsozialismusPhilipp Freiherr von Boeselager (1917–2008)

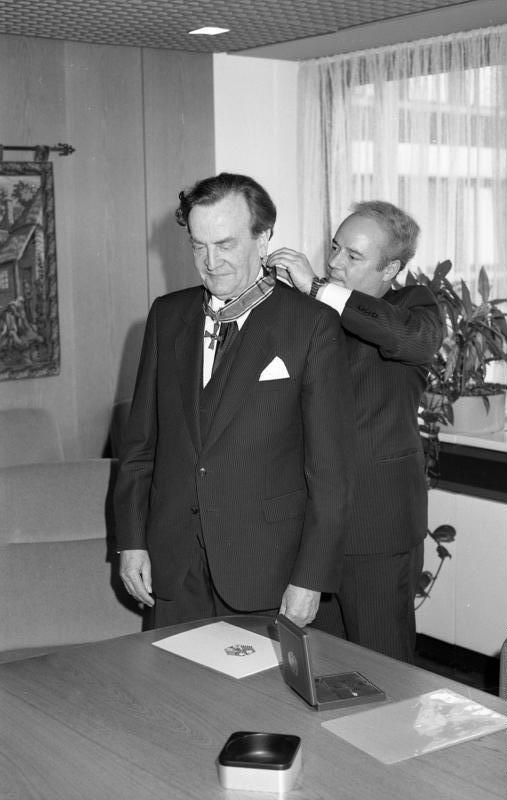
Philipp Freiherr von Boeselager (1917–2008)

- Boeselager, Wolfhard Freiherr von (* 1936), deutscher Unternehmer und aktiver Naturschützer
- Boeseman, Marinus (1916–2006), niederländischer Ichthyologe
- Boesen, Anders (* 1976), dänischer Badmintonspieler
- Boesen, August Wilhelm (1812–1857), dänischer Maler
- Boesen, Lasse (* 1979), dänischer Handballspieler und -trainer
- Boesen, Mia (* 1988), dänische Handballspielerin
- Boesen, Oskar (* 2005), dänischer Fußballspieler
- Boesenberg, Eva (* 1960), deutsche Amerikanistin
- Boeser, Brock (* 1997), US-amerikanischer Eishockeyspieler
- Boeser, Günter (* 1933), deutscher Sportschütze
- Boesiger, Jonas (* 1995), Schweizer Snowboarder
- Boesiger, Willy (1904–1990), Schweizer Architekt
- Boesing, Karl (1930–2013), deutscher Amtstierarzt
- Boesken, Dietrich H. (1927–2020), deutscher Manager
- Boesky, Ivan F. (1937–2024), US-amerikanischer Börsen-Spekulant
- Boesler, Felix (1901–1976), deutscher Wirtschaftswissenschaftler
- Boesler, Johannes (1898–1970), deutscher Verfahrenstechniker
- Boesler, Martina (* 1957), deutsche Ruderin
- Boesler, Petra (* 1955), deutsche Ruderin
- Boesmans, Philippe (1936–2022), belgischer Komponist
- Boeß, Bernhard (1856–1929), preußischer Generalleutnant
- Boeß, Berthold (1877–1957), deutscher Bildhauer und Porzellanmodelleur
- Boess, Marlon (* 1992), österreichischer Schauspieler
- Boesser-Ferrari, Claus (* 1952), deutscher Gitarrist und Komponist
- Boësset, Antoine de († 1643), französischer Sänger und Komponist des Barock
- Boësset, Jean-Baptiste de (1614–1685), französischer Komponist
- Boessneck, Joachim (1925–1991), deutscher Archäozoologe und Historiker der Tiermedizin
- Boeßner, Georg (* 1972), deutscher Pianist, Komponist, Arrangeur und Autor
- Boesso, Rolando (1920–2008), italienischer Politiker und Unternehmer
- Boest Gips, Dirk (1864–1920), niederländischer Sportschütze
- Boester, Greg (1968–2023), US-amerikanischer Skispringer
- Boeswillibald, Johann Hieronymus, deutscher Sprachlehrer und Freidenker
- Boeswillwald, Émile (1815–1896), französischer Architekt und Denkmalpfleger

### Boet
- Boeta, Berta Bojetu (1946–1997), slowenische Schriftstellerin, Lyrikerin und Schauspielerin
- Boetarius, Bischof von Chartres
- Boetel, Erich (1904–1940), deutscher Politiker (NSDAP), MdR und SA-Führer
- Boeters, Fem (* 2002), niederländische Handballspielerin
- Boeters, Gustav (1869–1942), deutscher Arzt und Rassenhygieniker
- Boeters, Heinrich Ernst (1850–1932), deutscher Chirurg und Gründer einer Klinik in Görlitz
- Boeters, Heinrich Ernst (1893–1945), deutscher evangelischer Theologe und Konsistorialrat in der Kirchenprovinz Pommern
- Boeters, Oscar (1848–1912), deutscher Marineoffizier, zuletzt Konteradmiral, und Chemiker
- Boether, Heinrich (1856–1927), deutscher Tierarzt und Lehrbeauftragter an der Tierärztlichen Hochschule Hannover
- Boethius, spätantiker Konsul (522)
- Boethius, spätantiker römischer PhilosophBoethius

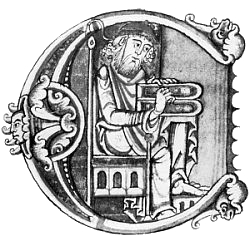
Boethius

- Boëthius, Axel (1889–1969), schwedischer Klassischer Archäologe
- Boëthius, Gerda (1890–1961), schwedische Kunsthistorikerin und Museumsdirektorin
- Boethius, Heinrich (1551–1622), evangelisch-lutherischer Theologe
- Boethke, Emil (1828–1896), deutscher Architekt und preußischer Baubeamter in der Militärbauverwalrung
- Boethke, Hermann (1833–1912), deutscher Jurist und Richter am Reichsgericht
- Boethke, Julius (1864–1917), deutscher Architekt und preußischer Baubeamter
- Boethke, Karl August (1830–1912), deutscher Turnlehrer und -funktionär
- Boethke, Paul (1872–1964), deutscher Konteradmiral
- Boethos (Toreut I), antiker griechischer Toreut
- Boethos (Toreut II), antiker griechischer Toreut
- Boethos (Toreut III), antiker griechischer Toreut
- Boethos, griechischer Gemmenschneider
- Boethos, griechischer Dichter und Stadtherrscher von Tarsos
- Boethos von Kalchedon, griechischer Bildhauer und Toreut
- Boethos von Karthago, griechischer Bildhauer
- Boethos von Marathon, antiker griechischer Philosoph
- Boethos von Sidon, peripatetischer Philosoph
- Boetius von Dacien, schwedischer Philosoph
- Boetius, Antje (* 1967), deutsche MeeresbiologinAntje Boetius (* 1967)

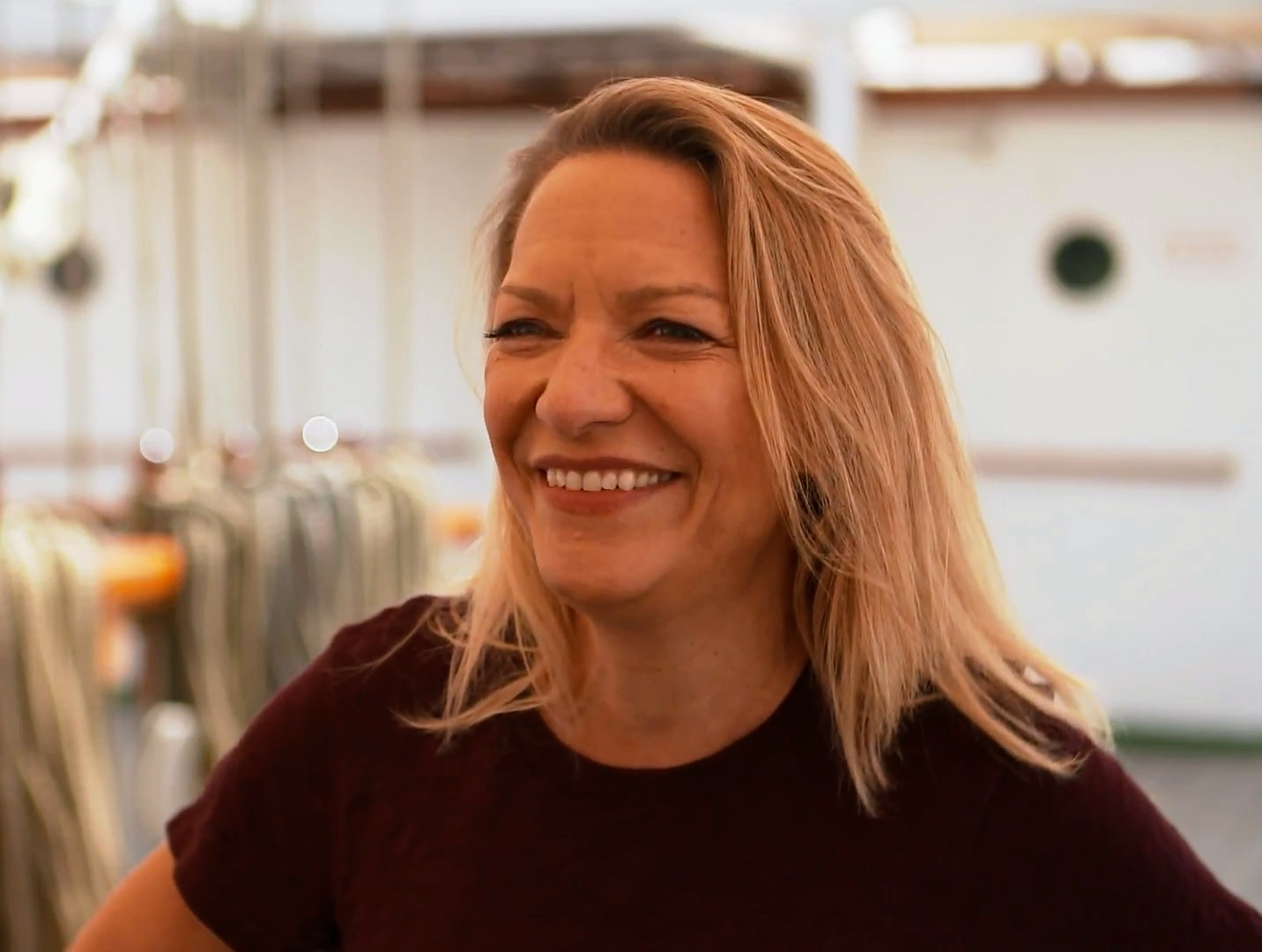
Antje Boetius (* 1967)

- Boetius, Christian Friedrich (1706–1782), deutscher Maler, Zeichner und Kupferstecher
- Boëtius, Eduard (1910–2002), deutscher Luftschiffer, war eines der letzten überlebenden Mitglieder der Mannschaft des abgestürzten Luftschiffes „Hindenburg“
- Boëtius, Henning (1939–2022), deutscher Schriftsteller
- Boetius, Jan (* 1939), deutscher Versicherungsmanager und Vorstandsvorsitzender der DKV Deutsche Krankenversicherung (1994–2003)
- Boëtius, Jean-Paul (* 1994), niederländischer Fußballspieler
- Boetius, Matthias († 1625), deutscher evangelisch-lutherischer Pastor und Chronist
- Boëtius, Max (1889–1972), deutscher Chemiker und Hochschullehrer
- Boetius, Sebastian (1515–1573), deutscher evangelischer Theologe
- Boeto, Belisario (1841–1900), bolivianischer Jurist und Politiker
- Boetsch, Arnaud (* 1969), französischer Tennisspieler
- Boettcher Sobrinho, Germano (1911–1977), brasilianischer Fußballnationaltorhüter
- Boettcher, Andreas (* 1971), deutscher Volleyballspieler
- Boettcher, Arthur (1831–1889), deutsch-baltischer Mediziner
- Boettcher, Ashley (* 2000), US-amerikanische Schauspielerin und Synchronsprecherin
- Boettcher, Carl-Heinz (1928–2015), deutscher Soziologe und Publizist
- Boettcher, Chris (* 1964), deutscher Hörfunkmoderator und ComedianChris Boettcher (* 1964)

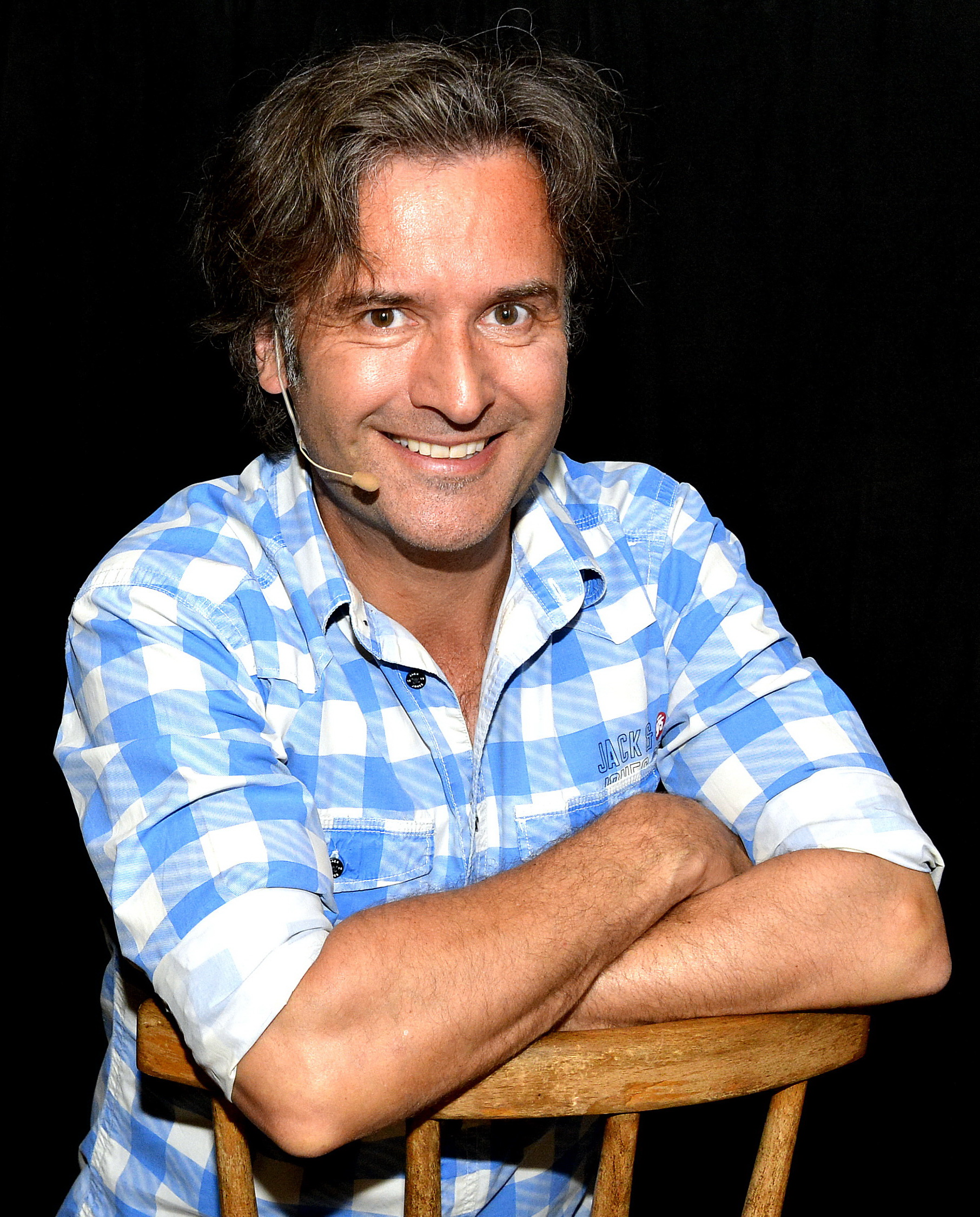
Chris Boettcher (* 1964)

- Boettcher, Christian Eduard (1818–1889), deutscher Maler
- Boettcher, Erik (1919–1992), deutscher Wirtschaftswissenschaftler
- Boettcher, Friedrich (1842–1922), deutscher nationalliberaler Journalist und Politiker, MdR
- Boettcher, Grit (* 1938), deutsche Schauspielerin und Hörspielsprecherin
- Boettcher, Hartmut (* 1937), deutscher Agrarwissenschaftler und Tierzuchtleiter
- Boettcher, Hermann (1866–1935), deutscher Theater- und Filmschauspieler
- Boettcher, Marc (* 1965), deutscher Schauspieler
- Boettcher, Michael (* 1982), deutscher Mediziner und Hochschullehrer
- Boettcher, Uli (* 1966), deutscher Schauspieler und Kabarettist
- Boettcher, Wilfried (1929–1994), deutscher Cellist und Dirigent
- Boettcher, Wolfgang (1935–2021), deutscher Cellist
- Boettcher, Wolfgang (* 1945), deutscher Germanist
- Boettge, Adolf (1848–1913), deutscher Militärmusiker
- Boettge, Michael (1950–2010), deutscher Theater- und Fernsehschauspieler
- Boettger, Caesar-Rudolf (1888–1976), deutscher Zoologe und Hochschullehrer
- Boettger, Georg (1847–1915), deutscher Architekt und Geheimer Hofbaurat
- Boettger, Ludwig (* 1954), deutscher Schauspieler
- Boetti, Alighiero (1940–1994), italienischer Maler und Bildhauer
- Boetticher, Adolf (1842–1901), deutscher Architekt und Denkmalpfleger
- Boetticher, Alexander von (1812–1893), deutsch-baltischer Ingenieur-Offizier
- Boetticher, Anna von (* 1970), deutsche Sportlerin und deutsche Rekordhalterin im Apnoetauchen
- Boetticher, Annette von (* 1955), deutsche Historikerin, Autorin, Herausgeberin und Lehrbeauftragte
- Boetticher, Arne von (* 1970), deutscher Sozial- und Rechtswissenschaftler
- Boetticher, Axel (* 1943), deutscher Jurist und früherer Richter am Bundesgerichtshof
- Boetticher, Budd (1916–2001), US-amerikanischer Filmregisseur und Drehbuchautor
- Boetticher, Christian von (* 1970), deutscher Politiker (CDU), MdL, Landesminister in Schleswig-Holstein, MdEPChristian von Boetticher (* 1970)

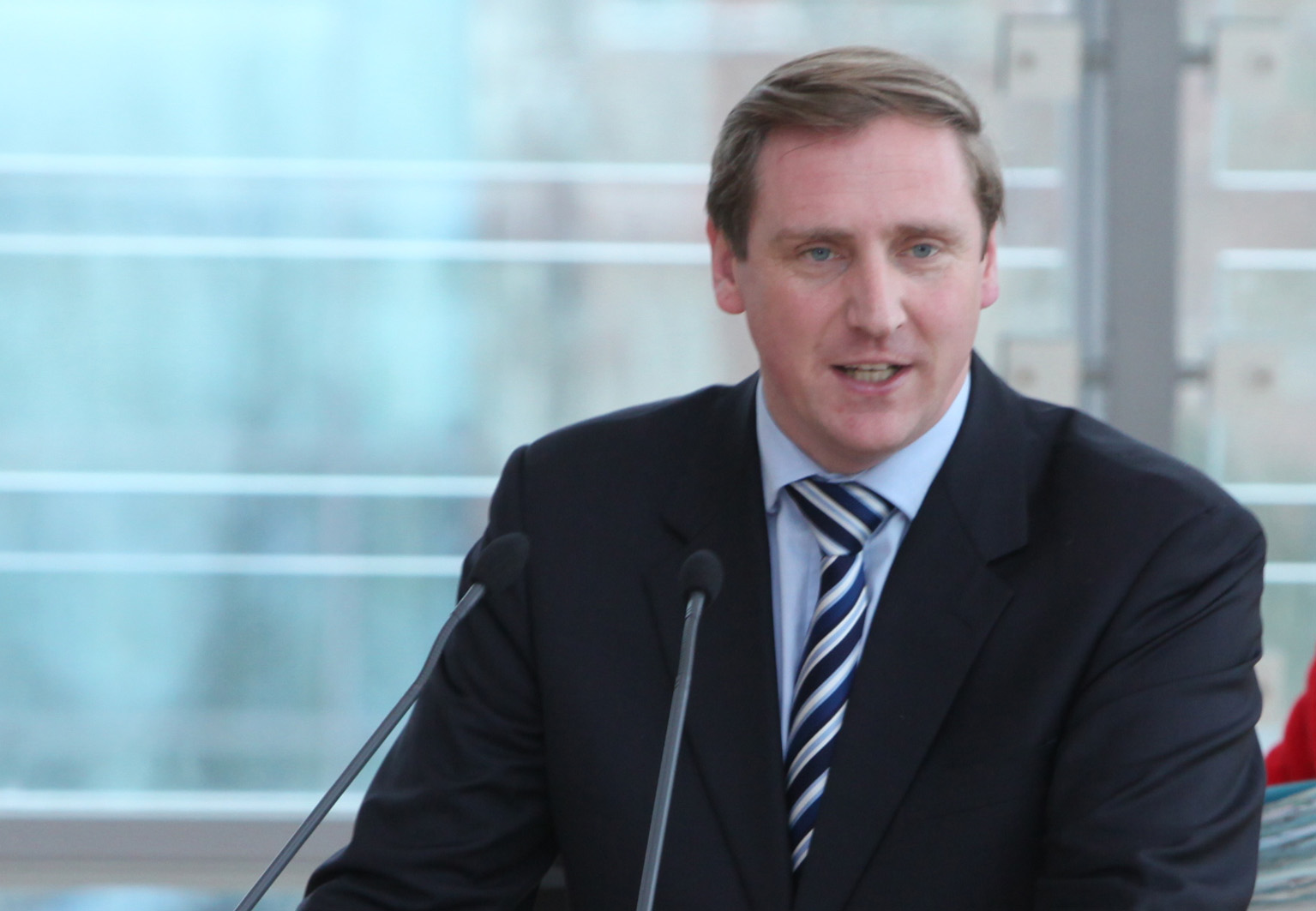
Christian von Boetticher (* 1970)

- Boetticher, Emil von (1836–1907), deutsch-baltischer Politiker und Bürgermeister
- Boetticher, Friedrich von (1826–1902), deutscher Kunsthistoriker
- Boetticher, Friedrich von (1881–1967), deutscher General der Artillerie
- Boetticher, Gustav von (1782–1848), russischer Generalleutnant deutschbaltischer Abstammung und Ritter des Ordens Pour le Mérite
- Boetticher, Hans von (1886–1958), deutscher Ornithologe
- Boetticher, Hermann von (1887–1941), deutscher Schriftsteller und Dramaturg
- Boetticher, Karl Heinrich von (1833–1907), deutscher Beamter und Politiker, MdRKarl Heinrich von Boetticher (1833–1907)

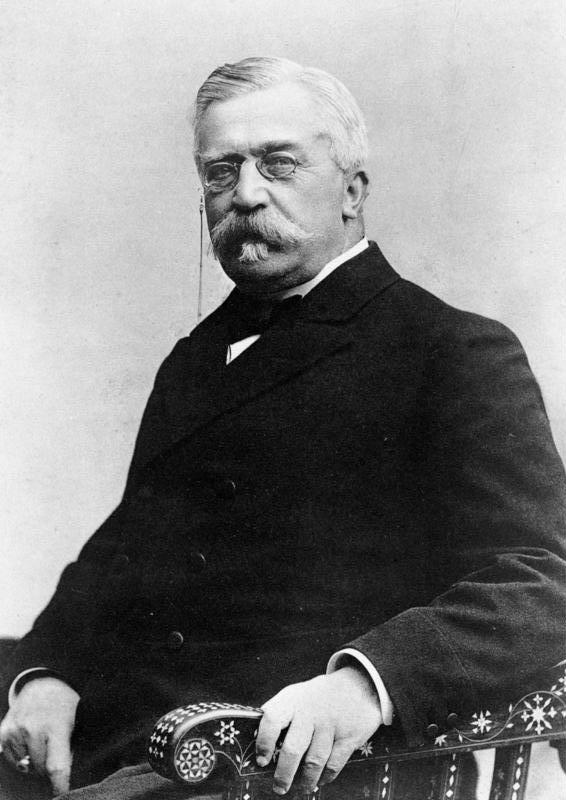
Karl Heinrich von Boetticher (1833–1907)

- Boetticher, Manfred von (* 1947), deutscher Archivar und Historiker
- Boetticher, Peter von († 1585), deutscher Reformator, Kanzler und Domherr
- Boetticher, Theodor von (1819–1901), deutschbaltischer Publizist
- Boetticher, Walter von (1853–1945), deutscher Historiker, Genealoge und Arzt
- Boetticher, Wilhelm (* 1822), Unternehmer in Hannover, Mitbegründer der IHK Hannover
- Boetticher, Wolfgang (1914–2002), deutscher Musikwissenschaftler
- Boettiger, Helga (1933–2022), deutsche Schauspielerin
- Boettinger, Carl (1851–1901), deutscher Chemiker
- Boettinger, Heinz von (1882–1968), deutscher Diplomat
- Boettinger, Hugo (1880–1934), tschechischer Maler und Karikaturist
- Boettke, Peter J. (* 1960), US-amerikanischer Wirtschaftswissenschaftler
- Boettner, Ralph J. (1923–1982), deutscher Schauspieler und Regisseur sowie Drehbuchautor
- Boettner, Ricardo (1901–1982), paraguayischer Chemiker und Naturwissenschaftler
- Boetto, Pietro (1871–1946), italienischer Geistlicher, Erzbischof von Genua und Kardinal der römisch-katholischen Kirche
- Boettrich, Sylvester (1869–1940), preußischer und türkischer Oberstleutnant, im Ersten Weltkrieg Chef des Feldeisenbahnwesens in der Türkei
- Boetzel, Friedrich (1897–1969), deutscher General und Nachrichtenoffizier
- Boetzelaer van Oosterhout, Pim van (1892–1986), niederländischer Politiker und Diplomat
- Boetzelaer, Corinne Marie Louise van (1912–2011), niederländische Marineoffizierin und Mitbegründerin der Marine-Frauen-Abteilung MARVA
- Boetzelaer, Isabel van (* 1961), niederländische Lehrerin und Balletttänzerin
- Boetzelen, Gerhard (1906–1995), deutscher Rudersportler
- Boetzkes, Claus-Erich (* 1956), deutscher Fernsehmoderator und Journalist
- Boetzkes, Reinhard (1886–1967), deutscher Klassischer Philologe und Gymnasiallehrer

### Boeu
- Bœuf, Alexis (* 1986), französischer Biathlet
- Bœuf, Michel, französischer Amateurastronom und Entdecker verschiedener Asteroiden

### Boev
- Boev, Michaela (* 1991), belgische Tennisspielerin
- Boeve, Mats (* 1990), niederländischer Straßenradrennfahrer
- Boeve, Peter (* 1957), niederländischer Fußballspieler und -trainer
- Boeven, Jim (* 1967), deutsch-amerikanischer Schauspieler
- Boevink, Pelle (* 1998), niederländischer Fußballtorwart

### Boew
- Boew, Slatosar (* 1955), bulgarischer Paläornithologe
- Boewski, Galabin (* 1974), bulgarischer Gewichtheber

### Boey
- Boey, Alyssa (* 1996), malaysische Tennisspielerin
- Boey, Jozef (1934–2016), belgischer Schachspieler
- Boey, Sacha (* 2000), französisch-kamerunischer FußballspielerSacha Boey (* 2000)

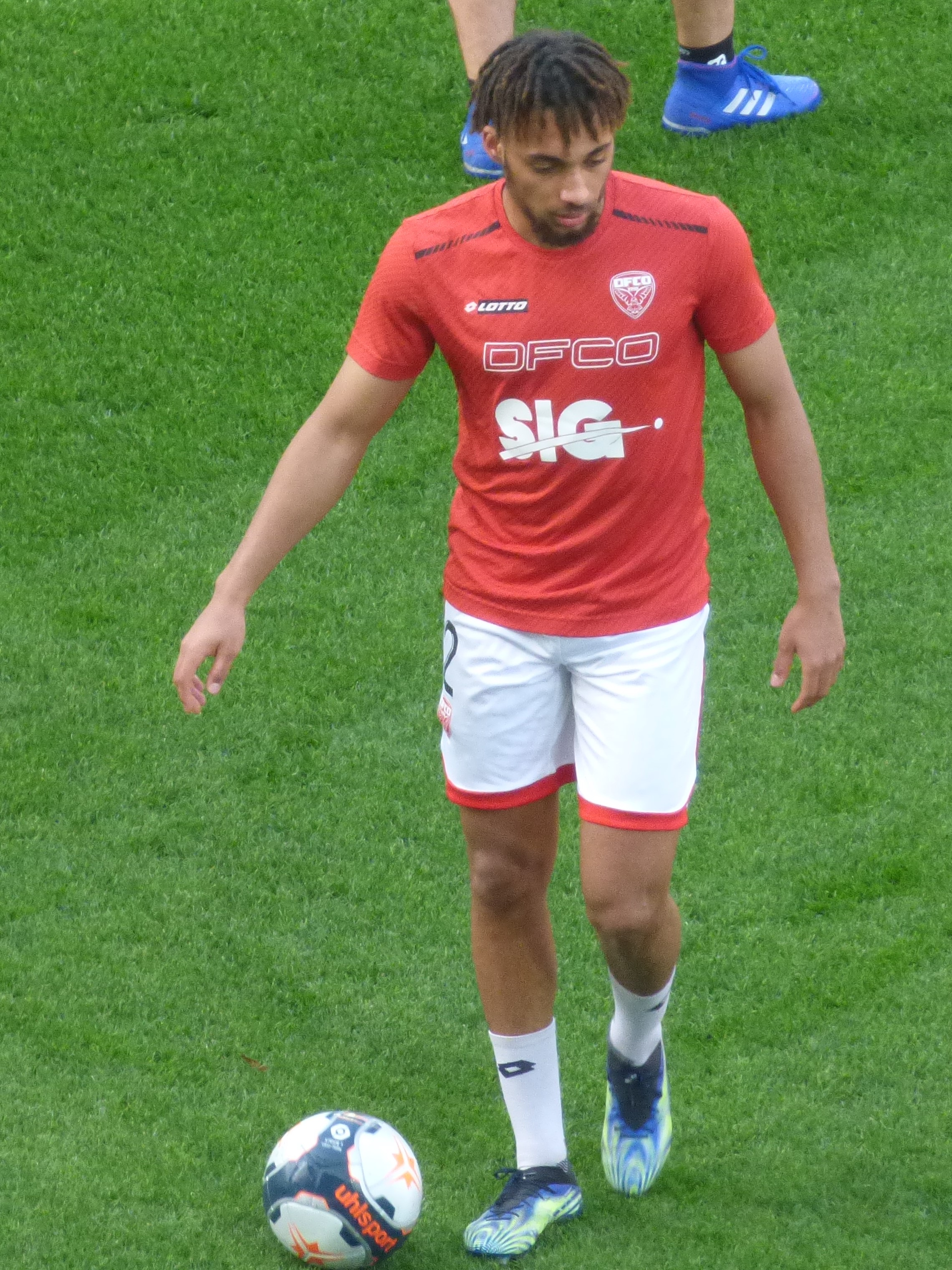
Sacha Boey (* 2000)

- Boeye, Alex (* 1946), belgischer Radrennfahrer
- Boeyens, Jan C. A. (1934–2015), südafrikanischer Chemiker
- Boeykens, Elyne (* 1991), belgische Tennisspielerin
- Boeykens, Lily (1930–2005), belgische Frauenrechtlerin

### Boez
- Boëz, Louis (1888–1930), französischer Mediziner und Bakteriologe
- Boezem, Marinus (* 1934), niederländischer Konzeptkünstler und Bildhauer
- Boezo, Heinrich (1615–1689), kursächsischer Leibarzt